# Höhlentempel in Asien

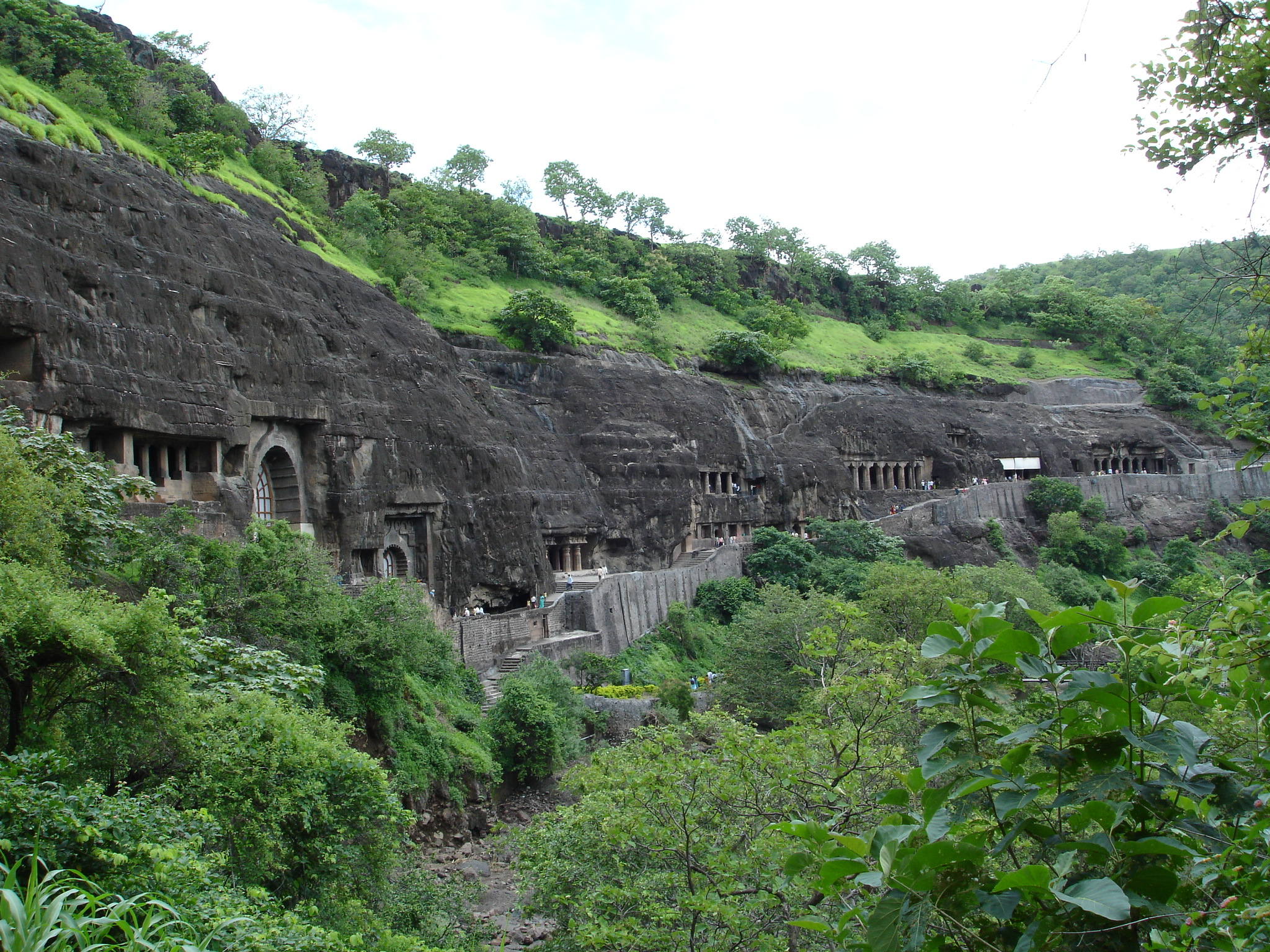
Ajanta in Maharashtra, Indien

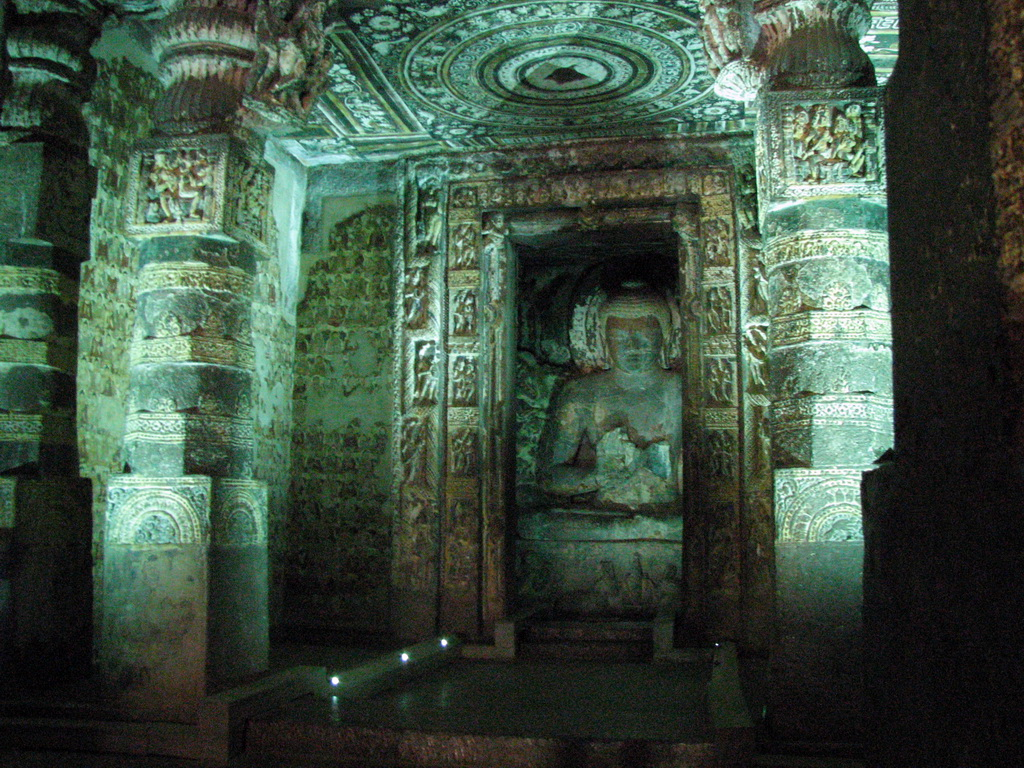
Kapelle mit Buddhastatue in Ajanta (Höhle 1)

Höhlentempel sind in den Felsen gehauene oder in einer natürlichen Höhle angelegte unterirdische Sakralbauten. Höhlentempel und aus dem Stein herausgeschlagene monolithische Felsentempel sind eine Form der frühen Naturarchitektur und des Felsbaus, einer mit der Bildhauerei eng verbundenen Bautechnik in Festgesteinen. Die umfangreichsten künstlich geschaffenen Höhlentempel-Komplexe (subterranea) entstanden in Indien, wo etwa 1200 Anlagen belegt sind, und in den angrenzenden Regionen Asiens.
Die Grundform der Höhlentempel in Asien wurde seit dem zweiten Jahrhundert v. Chr. im westlichen Indien aus der Vorform der Bergklause der weltabgewandten Shramana-Bewegung (Sanskrit, m., श्रमण, śramaṇa, Pali, m., samaṇa, Bettelmönch), einer freistehenden Hütte oder einer Höhle als Behausung von Asketen, entwickelt. Zentrale Gestaltungsprinzipien sind vermutlich vom Vorbild heute nicht mehr erhaltener hölzerner Freibauten abgeleitet.
Entlang der Fernhandelsrouten verbreiteten sich Höhlentempel von Südasien bis nach Zentral- und Ostasien. In Südostasien wurden anstelle künstlicher Höhlen überwiegend natürliche Höhlen als unterirdische Heiligtümer genutzt. Die Liste des UNESCO-Welterbes enthält zahlreiche Höhlentempel in Asien, darunter Ajanta, Elephanta, Ellora und Mamallapuram in Indien, die Mogao-, die Longmen- und die Yungang-Grotten in China, Dambulla auf Sri Lanka und Seokguram in Südkorea.
Neben den asiatischen Entwicklungslinien treten Höhlentempel und weitere, bisweilen deutlich ältere Felsbauten auch in anderen alten Kulturen wie etwa Ägypten, in Assyrien, im Hethiterreich, in Lykien und bei den Nabatäern auf.

## Vorläufer und Felsarchitektur weltweit

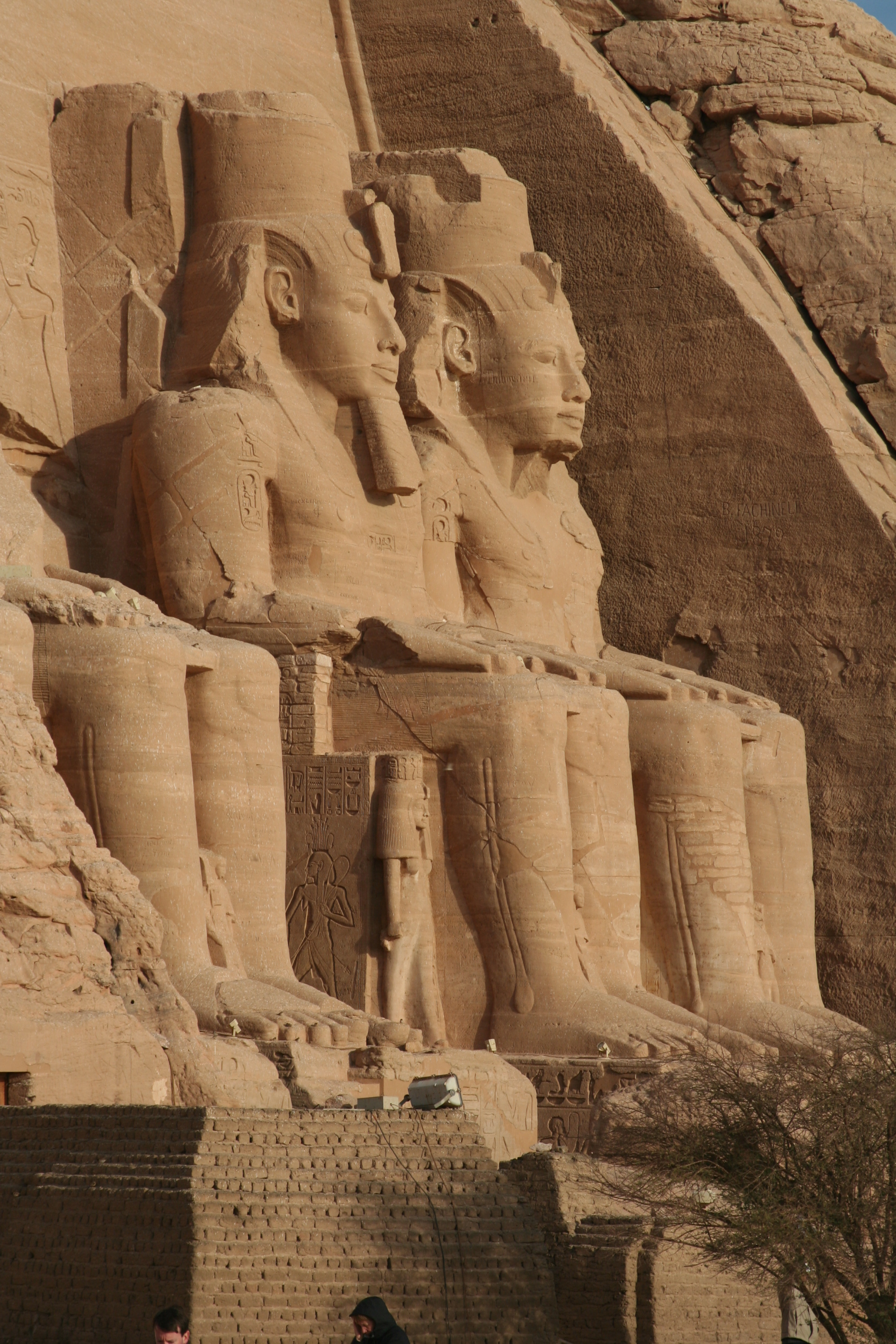
Großer Tempel des Ramses II. (Ausschnitt), Abu Simbel, Ägypten

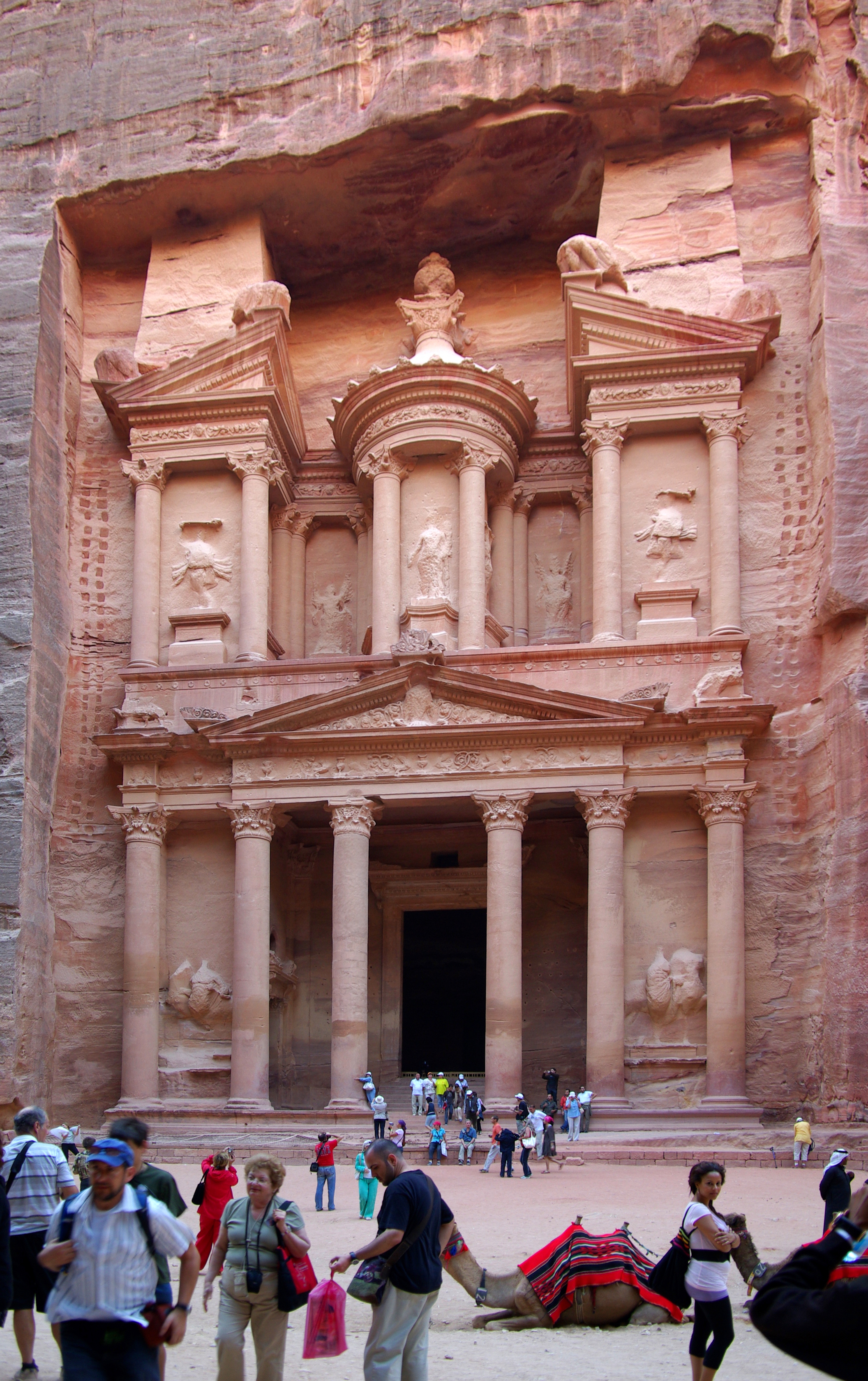
Das sogenannte „Schatzhaus des Pharao“ in Petra, Jordanien

Bereits in prähistorischer Zeit dienten Höhlen Menschen als Zufluchts-, Begräbnis- oder Kultstätten. Die Markierung der Höhle wandelte diese vom faszinierenden Ort zur heiligen Stätte. Zur kultischen Nutzung zählten während des jüngeren Abschnitts der Altsteinzeit und der Mittelsteinzeit die rituelle Einweihung, eine dauerhafte Kennzeichnung (zum Beispiel in Form von Höhlenmalerei) und regelmäßig wiederholte Riten. Prähistorische Felskunst ist an etwa 700.000 Orten in 120 Ländern zu finden und mit mehr als 20 Millionen figürlichen Darstellungen erfasst.
Seit der Zeit der frühen Hochkulturen traten in Nordafrika, Klein-, Vorder-, Zentral-, Süd- und Ostasien künstliche Felsbauten als neue Bauweise in Erscheinung. Sie dienten als Wohn-, Schutz- und Depotstätte (Kappadokien in der heutigen Türkei), als Grabhöhle (Petra in Jordanien) oder als Tempel und Klöster (Indien). Auch Felsbauten der präkolumbischen Hochkulturen Amerikas werden gelegentlich als Höhlentempel bezeichnet, zum Beispiel Kenko mit einem Pumaaltar bei Cusco oder der Tempel Cuauhcalli bei Malinalco in Mexiko-Staat (16. Jahrhundert).
Zu den markantesten Komplexen weltweit zählen die monumentalen Felsentempel des ägyptischen Pharaonenreichs, die Tempel von Abu Simbel (hier auch unter der Bezeichnung Speos). Der Große Tempel von Ramses II. in Abu Simbel am westlichen Nilufer entstand bereits um 1280 v. Chr. Die Tempelanlage, die ein Sanktuarium und diverse Kammern umfasst, wurde komplett in das Felsmassiv eingeschnitten.
Weitere Felsbauten sind vor allem in Klein- und Vorderasien erhalten. Hethitische Heiligtümer wurden im 15. bis 13. Jahrhundert v. Chr. in Yazılıkaya in der heutigen türkischen Provinz Çorum aus dem Fels geschlagen. Im 5. Jahrhundert v. Chr. bauten die Lykier im südlichen Anatolien (zum Beispiel bei Dalyan, Provinz Muğla, Türkei) hunderte von Felsengräbern. Auch die Nabatäer schlugen in Petra (Jordanien) zwischen 100 v. Chr. und 150 n. Chr. Tempel und Gräber in den Fels. Christliche Höhlensiedlungen mit weitläufigen Wohnanlagen und Felsenkirchen wurden in Göreme im türkischen Kappadokien (seit dem 4. Jahrhundert), in Matera in Süditalien (frühmittelalterlich) sowie im 12. bis 13. Jahrhundert in Lalibela im Norden Äthiopiens erschaffen.

## Buddhistische Höhlentempel in Indien

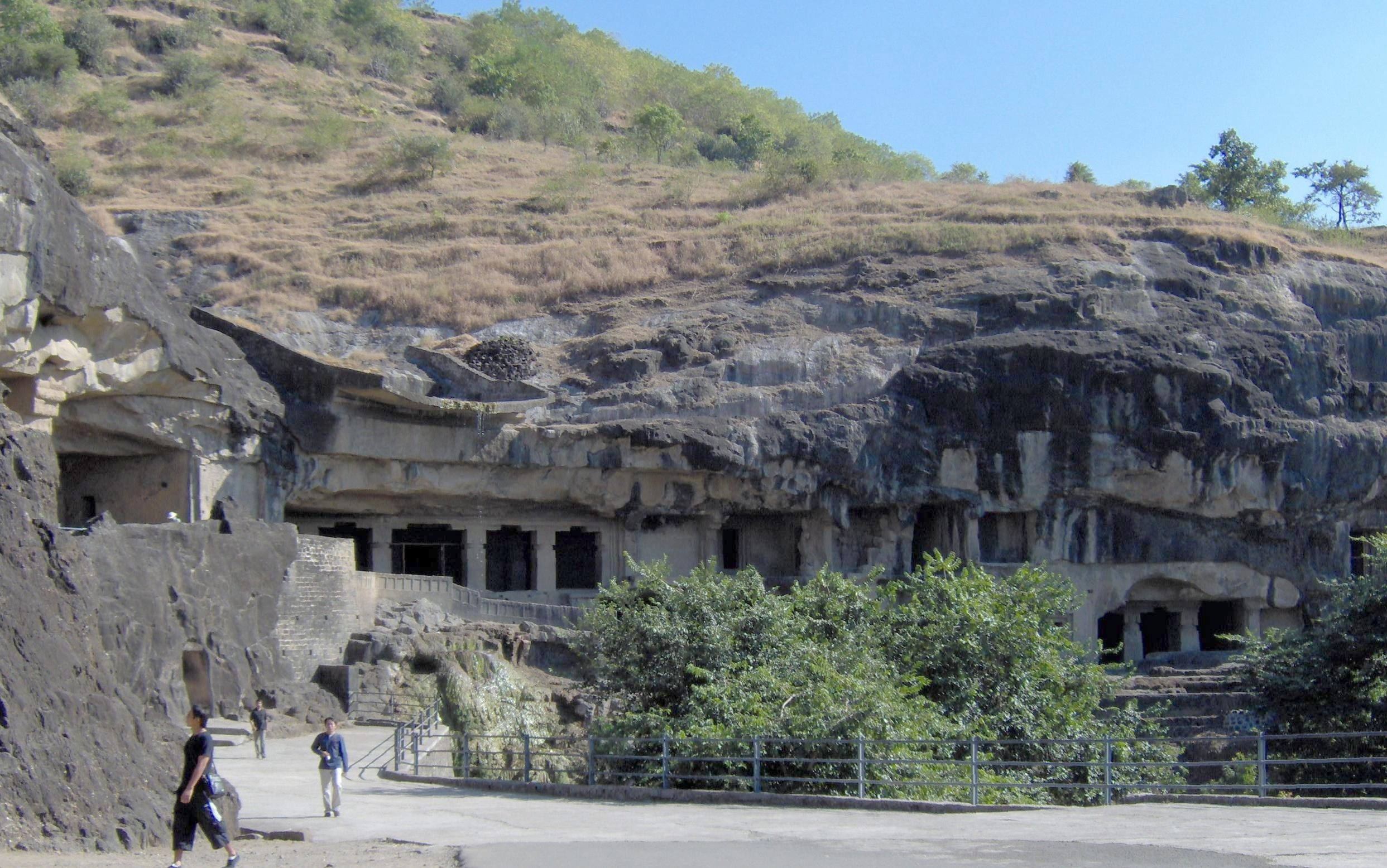
Die buddhistischen Höhlen von Ellora, Indien

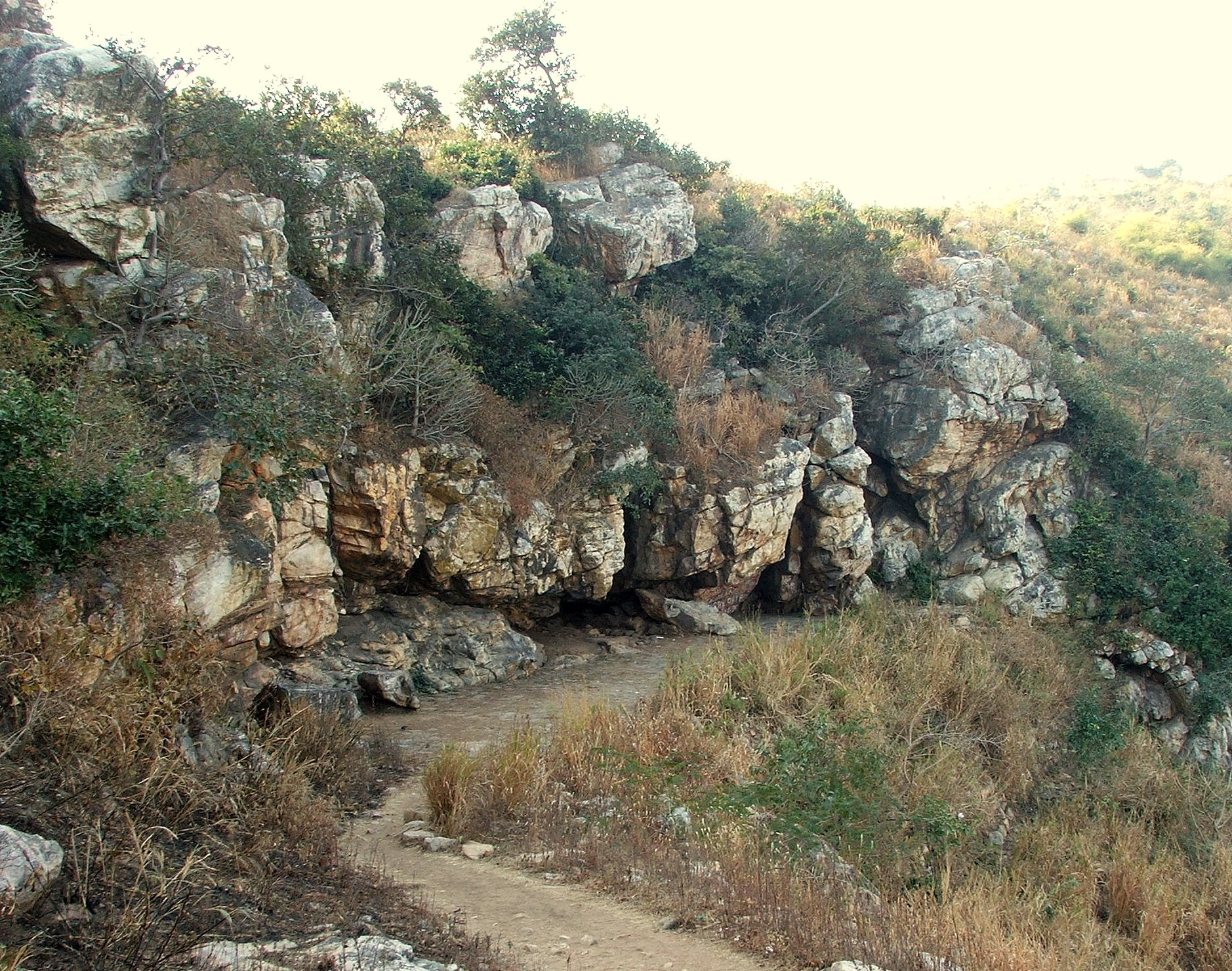
Sattapanni-Höhle in Rajagriha, Bihar, Indien, Stätte des Ersten Buddhistischen Konzils

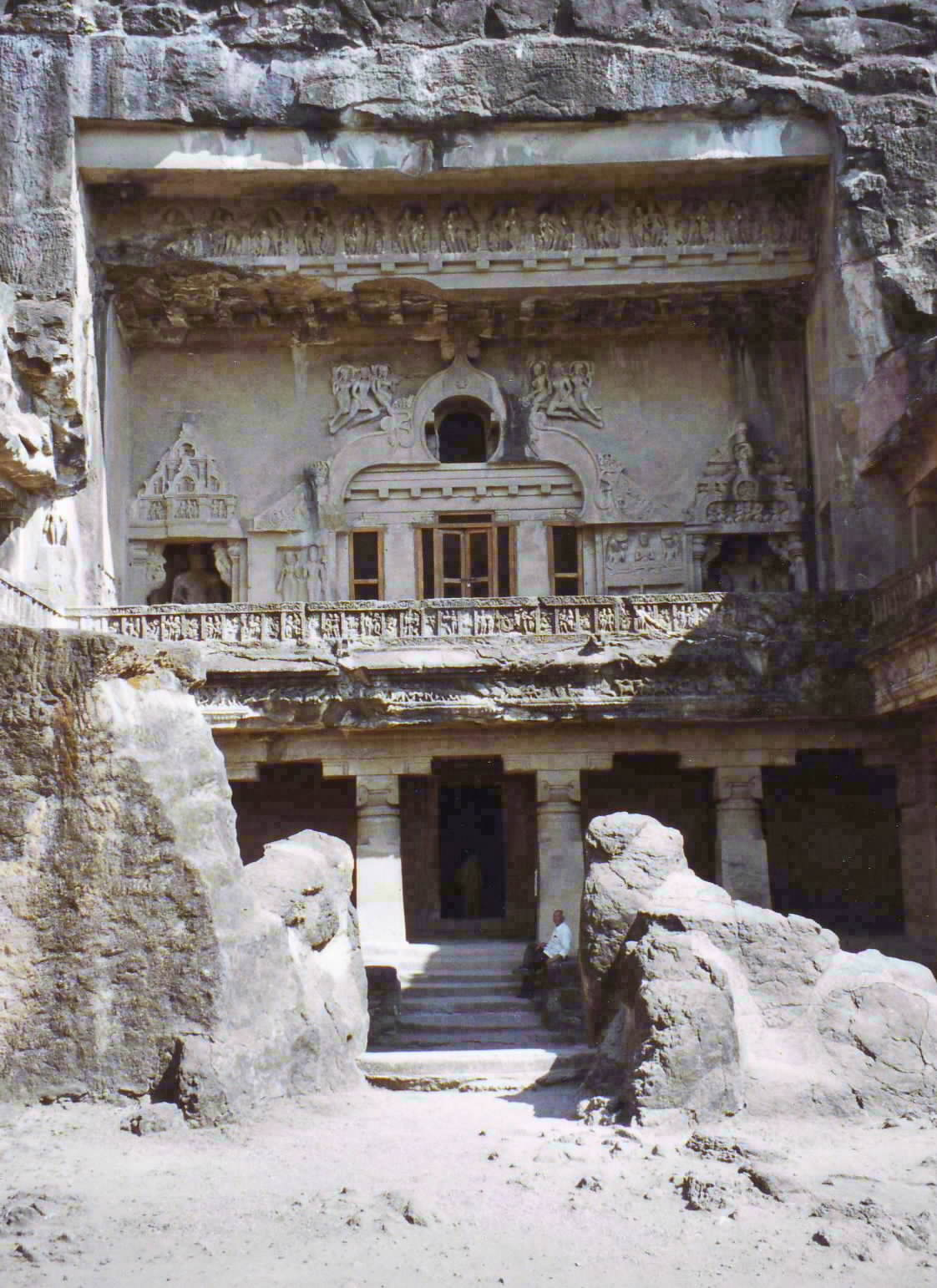
Einzige Chaitya-Halle Elloras (Höhle 10) mit Portikus, Balkon und hufeisenförmigem Fenster

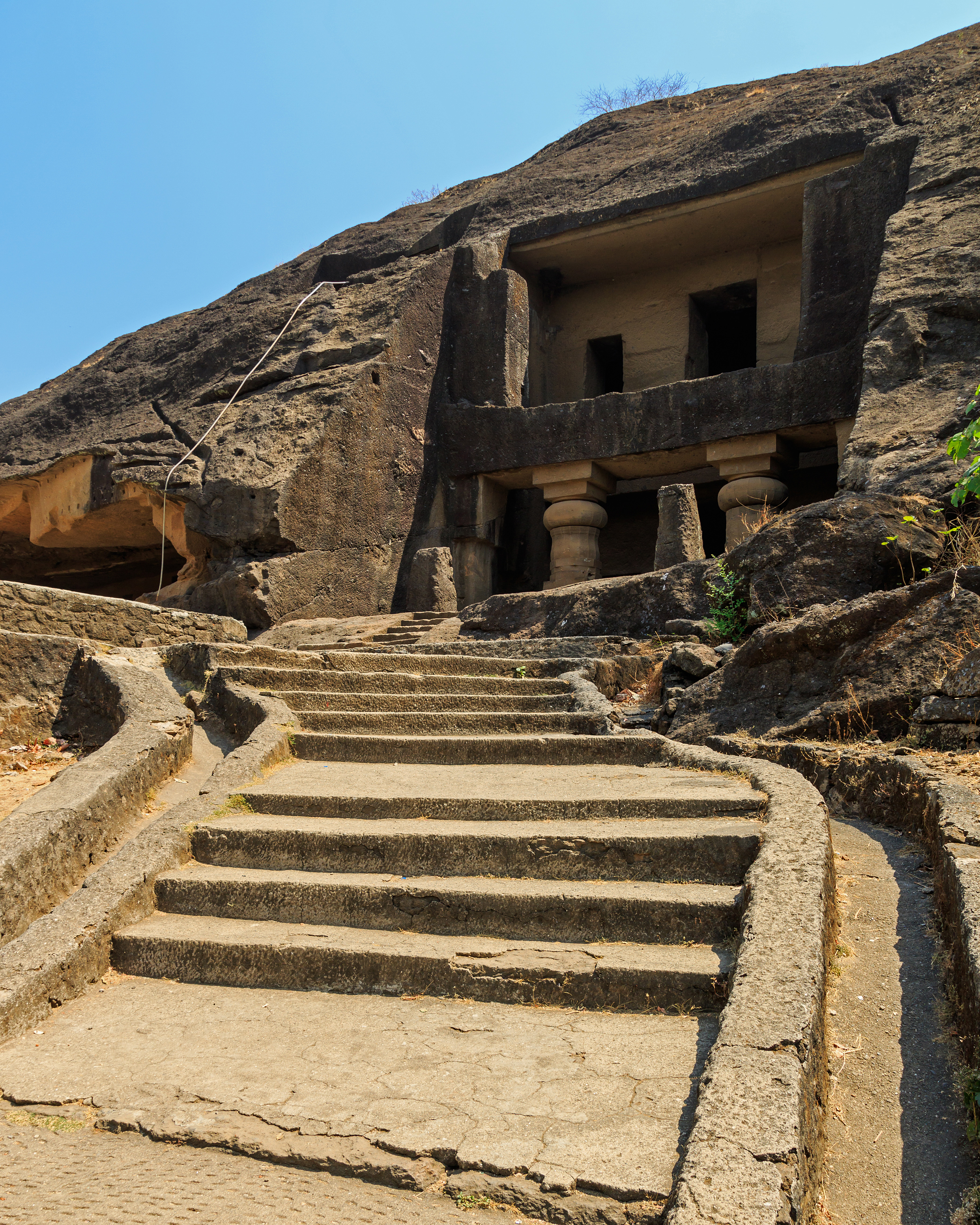
Kanheri bei Mumbai, Tempelanlage mit 109 Höhlen

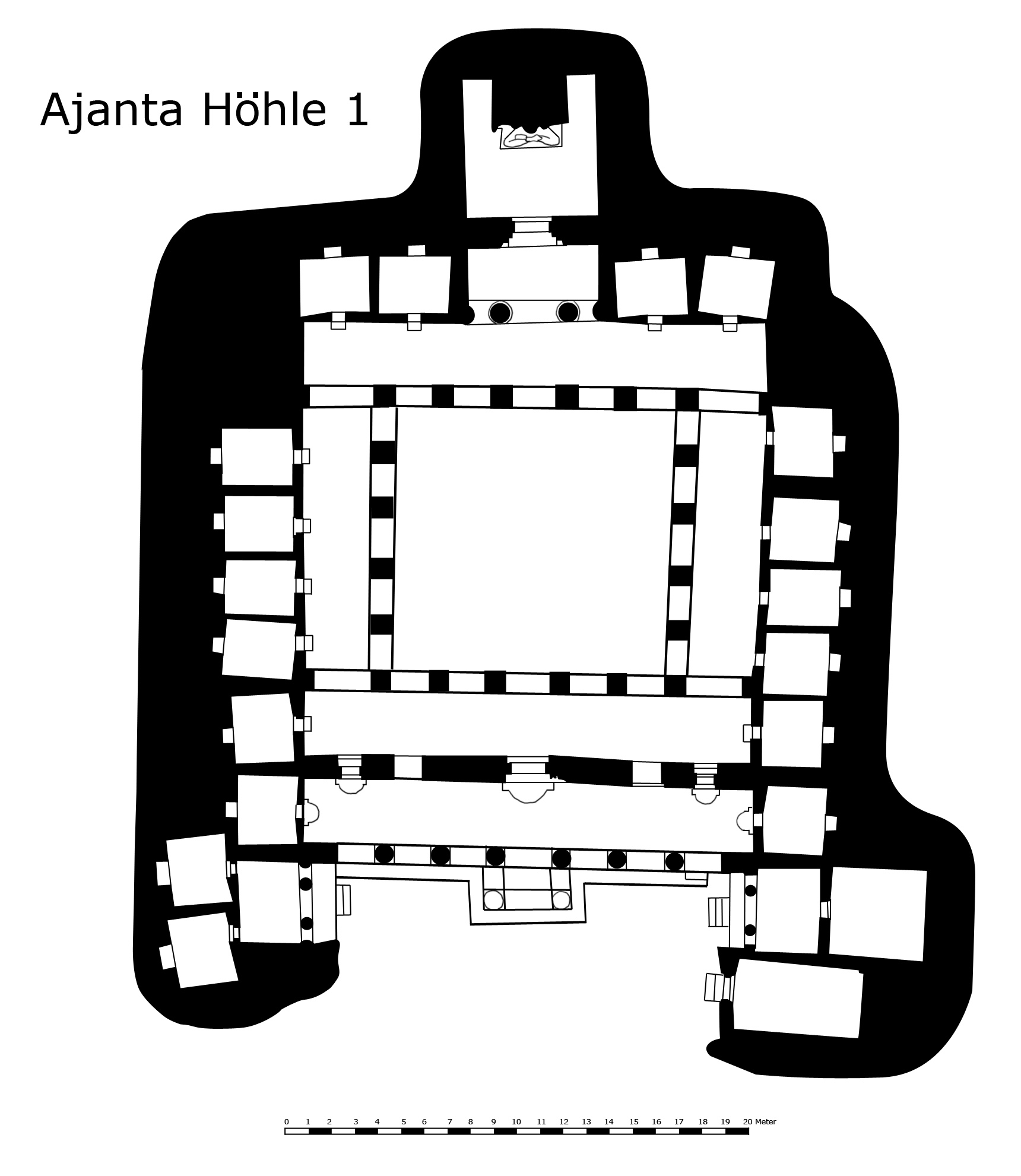
Ajanta (Höhle 1), Vihara oder (Felsen-)Kloster mit Vor- und Haupthalle und Kultbildkapelle, ca. 40 Meter lang

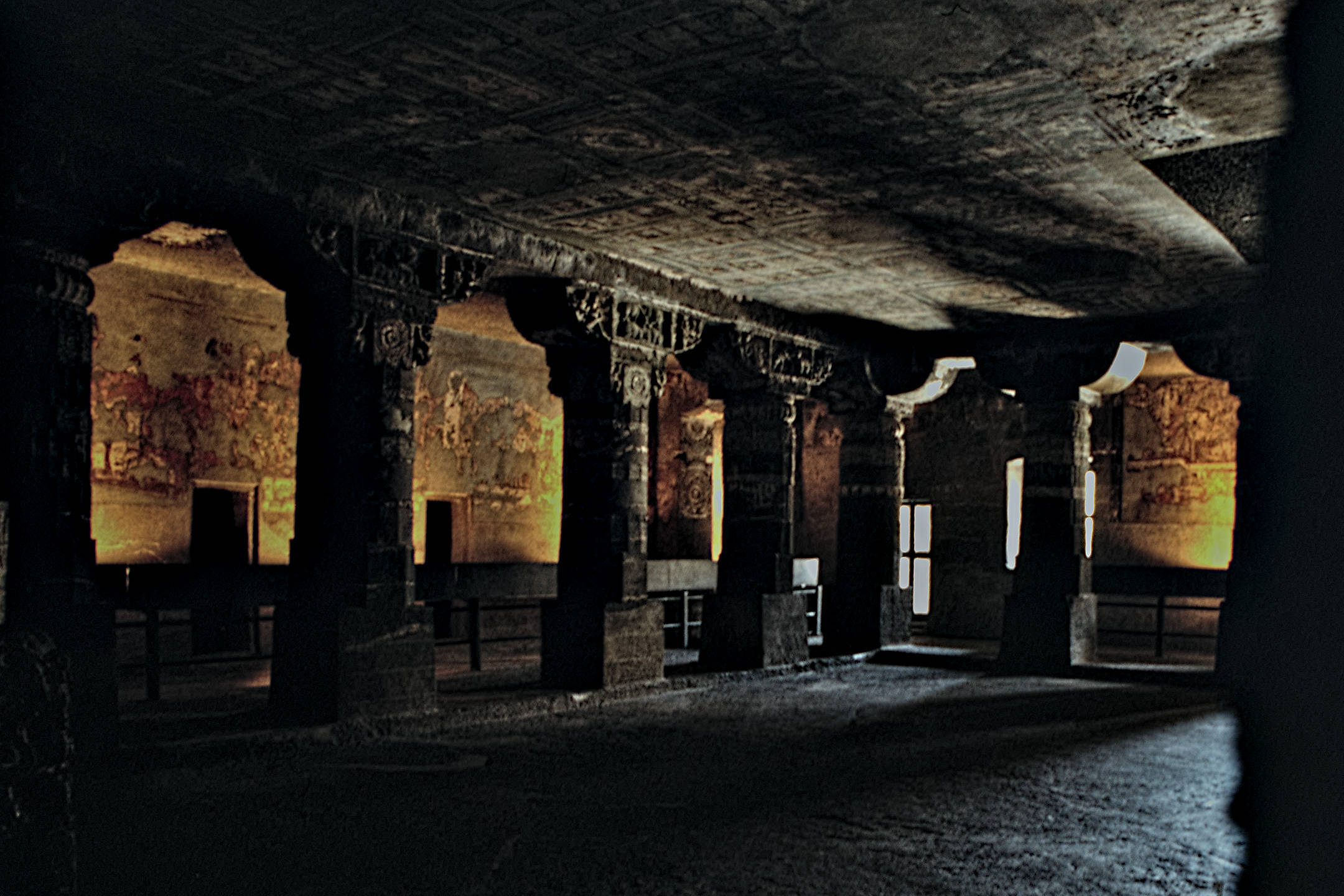
Ajanta (Höhle 1), Vihara, Indien

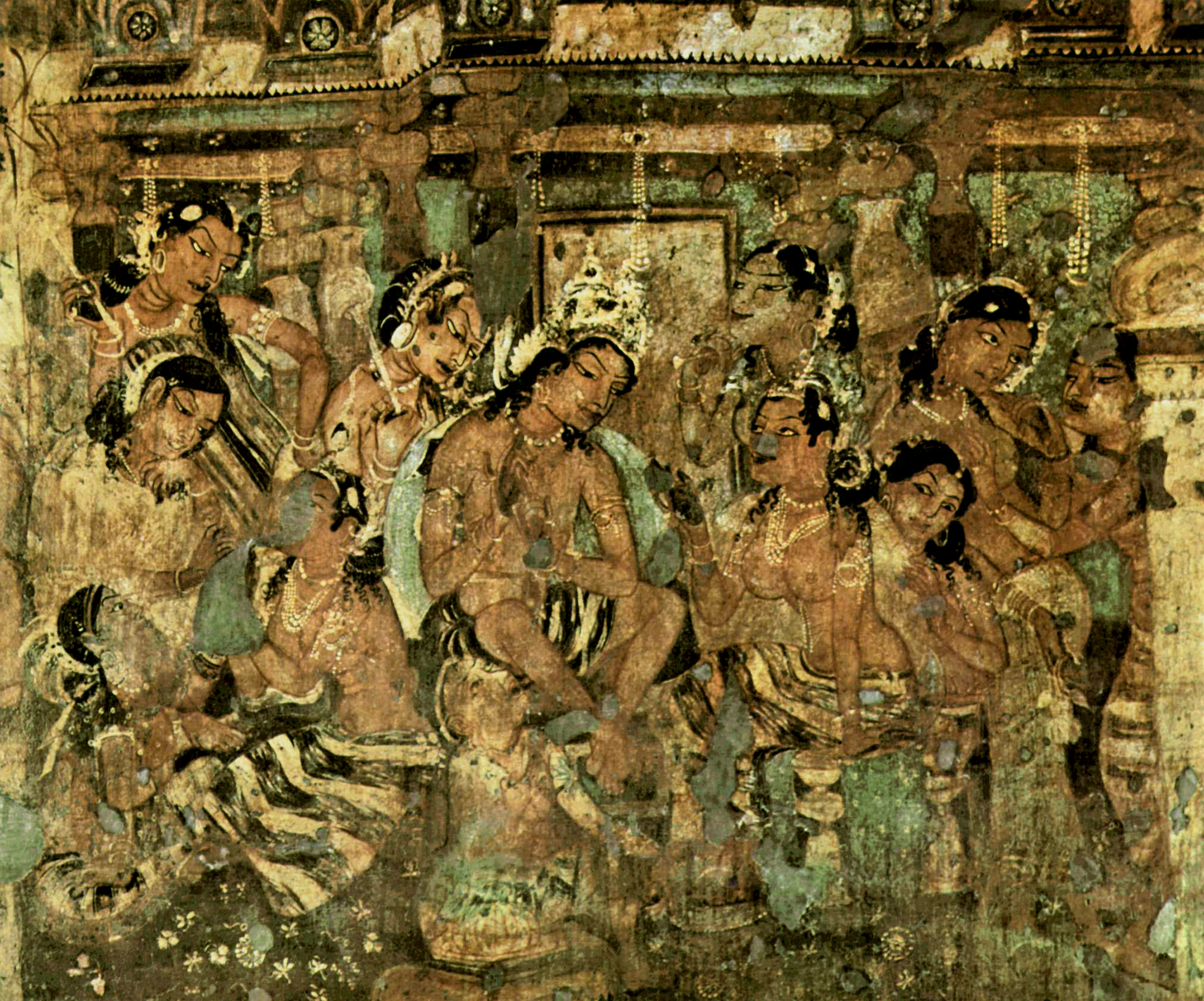
Guptazeitliche Wandmalerei in Ajanta (Höhle 1) zum Mahâjanaka-Jātaka: ein Raja erklärt den Weltverzicht

### Höhlen im frühen Buddhismus
Buddhistische Höhlentempel stellen eine unterirdische Variante der buddhistischen Kloster- und Tempelanlage dar, die auf die Behausung der asketischen Shramana-Bewegung seit der Epoche der Upanishaden (8. bis 7. Jahrhundert v. Chr.) sowie auf urbuddhistische Meditationsstätten zurückgeht. Der historische Siddhartha Gautama zog sich bereits als junger Wanderasket vor Erlangen der Erleuchtung zur Meditation in Höhlen zurück (der Überlieferung nach zum Beispiel in die Dungeshwari-Höhle bei Bodhgaya in Bihar). Als Buddha nutzte er gelegentlich eine Höhle bei Rajagriha als Meditationsstätte, wie der Pali-Kanon, eine frühe Aufzeichnung von Buddhas Lehrreden aus dem 1. Jahrhundert v. Chr., überliefert (DN, Kap. 16,3, Kap. 21 und 25). Diese Höhle wurde von dem chinesischen Pilgermönch Faxian im 5. Jahrhundert n. Chr. als Pippala-Höhle auf dem Berg Vebhara (Geierberg) identifiziert.
Der Pali-Kanon nennt natürliche Höhlen (Pali, kandara) als gebräuchliche Rückzugsstätten für die Mitglieder des buddhistischen Ordens (MN, Kap. 27, 38, 39 und öfter), die dort weitgehend abgeschirmt von sensorischen Reizen meditieren konnten. Auch das Erste Buddhistische Konzil, das kurz nach dem Tod Buddhas im 5. Jahrhundert v. Chr. bei Rajagriha durchgeführt wurde, soll buddhistischer Überlieferung zufolge in einer Halle vor der Höhle Sattapanni am Nordhang des Vebhara-Bergs stattgefunden haben. Angesichts des Grundsatzes der „Hauslosigkeit“ des buddhistischen Ordens kam der natürlichen Schutzfunktion von Höhlen eine bedeutende Rolle bei der Entwicklung der buddhistischen Höhlentempel zu. Höhlentempel boten besseren Schutz gegen Witterungseinflüsse als die selbstgebauten freistehenden Regenhütten aus Bambus und Matten, die während der regenreichen Monsunzeit als Refugien dienten und nach Ende des Monsuns wieder abgerissen wurden.

### Die Ära Kaiser Ashokas
Der eigentliche Bau künstlicher Höhlentempel aus „gewachsenem“ Felsen wurde erst in der Ära von Maurya-Kaiser Ashoka angestoßen, der im 3. Jahrhundert v. Chr. entsprechende, zunächst noch recht elementare Anlagen für die asketische Gemeinschaft der Ajivika stiftete (zum Beispiel die Lomas-Rishi-Höhle bei Barabar). Die Buddhisten entwickelten diese Vorformen zu aufwändigen Zentren mönchischen Lebens mit zunehmend reicherem Reliefschmuck weiter. Mit Unterstützung wohlhabender buddhistischer Laien schufen sie während der Jahrhunderte vor und nach Christi Geburt die Grundform der indischen Felsarchitektur, die sich während des folgenden Jahrtausends entlang der Handelswege weitläufig verbreitete. Eine Verbindung zwischen der älteren ägyptischen, hethitischen oder lykischen Felsarchitektur des Westens und den jüngeren, erheblich zahlreicheren indischen Felsbauten konnte bislang nicht eindeutig nachgewiesen werden.

### Entstehungskontext
Die Entstehung der indischen Höhlentempel-Anlagen nahm nach verhaltenen Anfängen im 3. und 2. Jahrhundert v. Chr. mit dem wachsenden Wohlstand der Handwerksstände des westlichen Indiens einen erheblichen Aufschwung. Eine wesentliche Ursache dafür bestand in dem gesteigerten Handelsverkehr mit dem römischen Weltreich seit dem ersten Jahrhundert n. Chr. Gerade auf die indischen Handwerker (Skt., m., शूद्र, shudra), die innerhalb der undurchlässigen brahmanischen Gesellschaft die niedrigen Kasten bildeten, übte der Buddhismus aufgrund seiner Würdigung auch der Laienbekenner als vollgültige Heilsanwärter, aufgrund der faktischen Abwertung der Kastenzugehörigkeit (Skt., वर्ण, varnas) und der Ablehnung kostspieliger vedischer Opferrituale erhebliche Anziehung aus.
Im Gegensatz zum Hinduismus stützte sich der Buddhismus mit seinen Mönchsgemeinschaften vorrangig auf die städtische Kultur. Einflussreiche städtische Kaufmannsgilden stifteten das Geld für den Bau und die Ausstattung ganzer Klöster, wie Stiftungsinschriften belegen. Die Klöster ihrerseits finanzierten die örtlichen Händler durch Anleihen. Zudem zählt das Stiften von Tempeln im Hinduismus und Buddhismus zu den spirituell verdienstvollen Handlungen (Skt., puṇya). Der Wettstreit unterschiedlicher Handwerksgilden um die Ausgestaltung ihrer Stiftungen führte insbesondere während der Periode der Gupta-Dynastie, die von 320 bis 650 n. Chr. über Nord- und Zentralindien herrschte, zu einem erheblichen Aufschwung der indischen Felsbau-, Bildhauer- und Malkunst, deren Werke in den später vielfach verwaisten Höhlentempeln die Zeit überdauerten.
Die Versorgung der Höhlenklöster, die den Ordensleuten als Dauerleihgabe überlassen wurden, erfolgte durch die buddhistischen Laienanhänger der umliegenden Dörfer und Siedlungen, die den bettelnden Mönchen Nahrung, Medizin und Kleidung anboten. Der Tagesablauf in den buddhistischen Klöstern war streng durchstrukturiert. Nach dem Wecken vor Sonnenaufgang erhoben sich die Mönche mit einem Lied oder der Rezitation eines erbaulichen Verses, reinigten das Kloster und beschafften das notwendige Trinkwasser. Zum Tagesablauf zählten auch Blumenspenden in gemeinsamer Versammlung, eine Bettelrunde zum Erwerb von Nahrungsmitteln, eine Mahlzeit, Meditationsübungen, das Textstudium sowie der Besuch von Lehrdarlegungen.

### Bauliche Struktur und Bautechnik
Genau genommen handelt es sich bei der frühen buddhistischen Felsarchitektur nicht um Tempel in einem traditionellen Sinn von Anlagen, „die im Hinblick auf ihre bauliche Gestalt (Monumentalität, Steinbauweise) oder ihre religiöse Funktion (Wohnstätte eines Gottes oder einer Göttin) vergleichbar erscheinen“. Der frühe Buddhismus kennt keine einer göttlichen Macht gewidmeten Heiligtümer und Bauwerke. Trotz der primären Funktion buddhistischer Felsbauten als Klosteranlage hat sich die Oberbezeichnung Höhlentempel gleichermaßen für buddhistische wie hinduistische unterirdische Sakralbauten durchgesetzt. Bei buddhistischen Felsbauten knüpft sie an die tempelähnliche Struktur der Chaitya-Halle und deren Ausrichtung auf ein Allerheiligstes an.
Die buddhistischen Höhlenklöster und Höhlentempel Süd-, Zentral- und Ostasiens zeichnen sich durch zwei zentrale Bautypen aus: Gebäude, die buddhistische Sakralobjekte beherbergen oder einfassen, und Gebäude des mönchischen Lebens.
- Zum ersten Bautyp gehört die dreischiffige, einer Basilika ähnliche Gebetshalle (Chaitya-Halle), die der verdienstvollen Umwandlung des glockenförmigen zentralen Heiligtums (Stupa) dient.
- Zur zweiten Bauform zählen die Meditations- und Wohnhallen der buddhistischen Mönche (Vihara) und deren Nebenanlagen.[18]

Häufige bauliche Elemente im Außenbereich der buddhistischen Tempel- und Klosterhöhlen sind Portikus (Vorhalle), Seitenkapellen, Säulenveranden, Vorhöfe und Freitreppen.
Die Chaitya- oder Gebetshalle (von Skt., caitya-gṛha; Pali, cetiya, Heiligtum) steht im Zentrum der buddhistischen Tempelanlage. Die dreischiffige Chaitya-Halle wird durch zwei Säulenreihen in ein Mittelschiff, dessen Decke als Tonnengewölbe mit Holz- oder Steinrippendecke ausgestaltet ist, und zwei Seitenschiffe getrennt. Die Halle dient der Aufnahme eines meist reich verzierten Reliquienschreins (Skt., स्तूप, stūpa; Pali, thupa, Hügel, ursprünglich im Sinne von Grabhügel), der von einem Wandelgang für die rituelle Umgehung umgeben ist. Vor die Chaitya-Halle war ursprünglich eine aufwändige Holzfassade mit einem oder mehreren Toren gesetzt. Im Zusammenspiel mit einem hufeisenförmigen Fenster über dem Eingangstor der Halle bewirkte die Holzfassade, dass die Stupa-Nische in der halbrunden Apsis am Ende der Halle in atmosphärische Lichteffekte gehüllt wurde.
In der Umgebung der Chaitya-Halle befinden sich die Klosterräume. Die Wohnbereiche der Mönche (Skt./Pali, n., विहार, vihāra, Aufenthaltsort, Wohnsitz) umfassen neben Gemeinschaftsräumen eine Reihe von engen Wohnzellen (Skt., bhikṣu-gṛha) für jeweils zwei Personen. Die Mönchszellen sind um einen Hof oder eine zentrale Säulenhalle (Skt., मण्डप, maṇḍapa) herum angeordnet. Weitere Elemente des Klosterbaus sind Zisternen, Magazine und andere Nebenräume für praktische Zwecke.
Die Höhlenklöster des Mahayana-Buddhismus, der zweiten Hauptrichtung des Buddhismus, die zwischen dem 5. und dem 8. Jahrhundert n. Chr. entstanden, enthalten reich verzierte Säulenreihen sowie Kultbildkapellen oder kleinere halbkugelförmige Stupas. Sie sind mit großflächigen Wandgemälden zum Leben und den Vorexistenzen des historischen Buddha geschmückt. Vielfach wurden die Farbschichten, die die Tempelanlage großflächig verzierten, später durch Verwitterung abgetragen.
Bautechnisch wurde zunächst die Felswand in der Breite der geplanten Höhle senkrecht bearbeitet. Anschließend wurde die Fassade markiert, und es wurde begonnen, von oben in den Fels zu meißeln. Die Aushöhlungsarbeit verlief stufenweise. Die oberste Stufe reichte stets am tiefsten in den Fels hinein. Bei Erreichen der Rückwand wurde die Decke fertiggestellt, wodurch auf ein Gerüst verzichtet werden konnte. Während die Steinmetze sich von oben herab durch den Fels vorarbeiteten und geplante Säulen und Skulpturen aussparten, wurden zugleich die Fassaden fertiggestellt. Als Werkzeuge standen den Steinmetzen lediglich eine Spitzhacke, Hammer und Meißel zur Verfügung.

### Entwicklung zum Monumentalbau

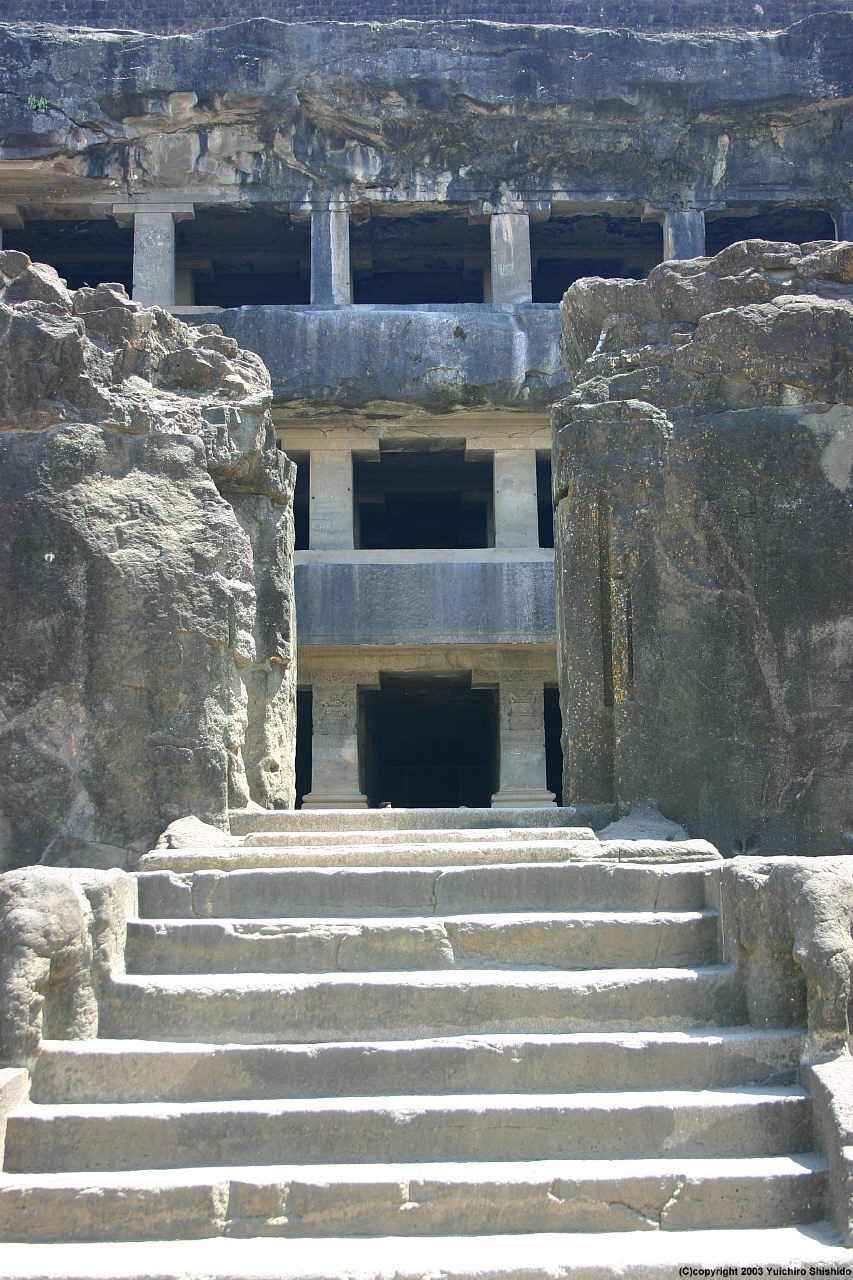
Dreigeschossige Klosterschule Tin Thal in Ellora (Höhle 12)

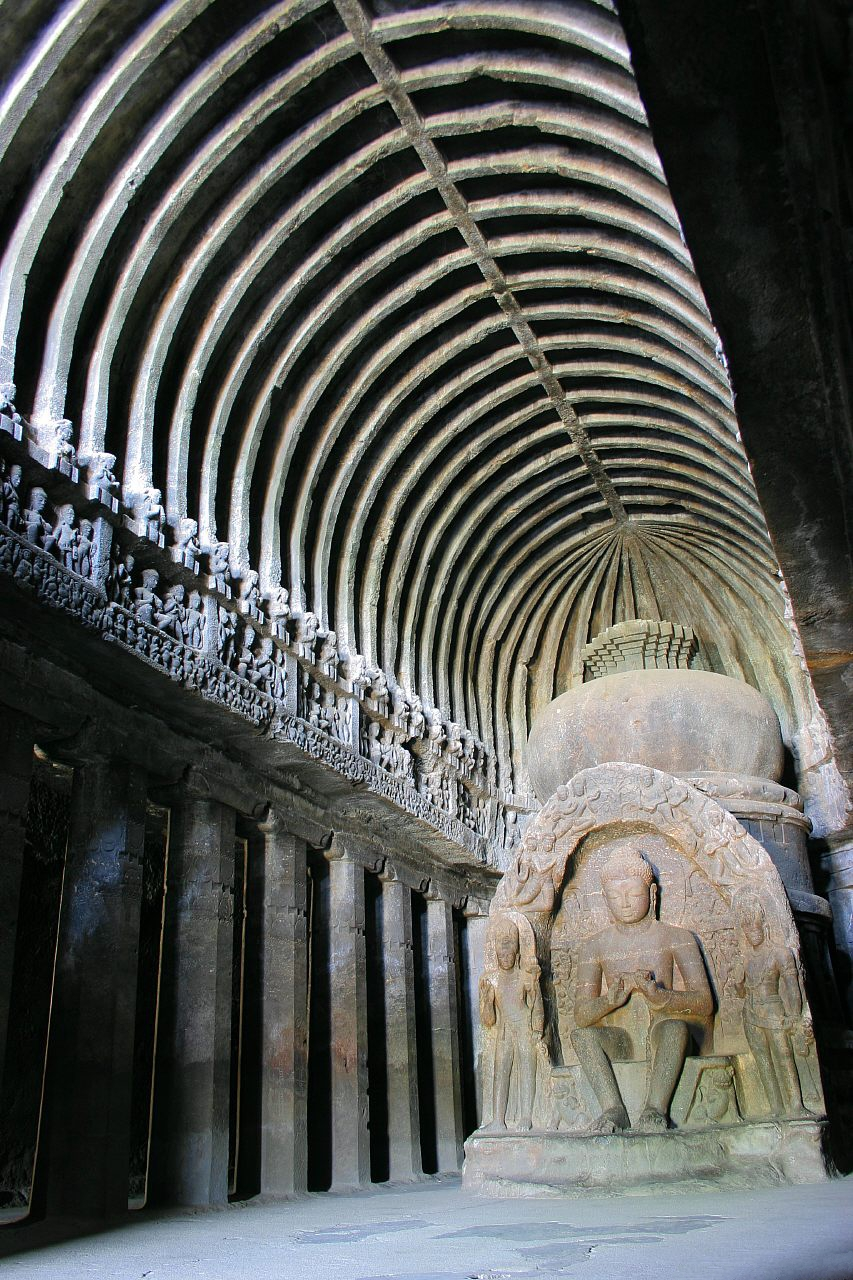
Tempelhalle (Ellora, Höhle 10) mit glockenförmigem Stupa in der Apsis

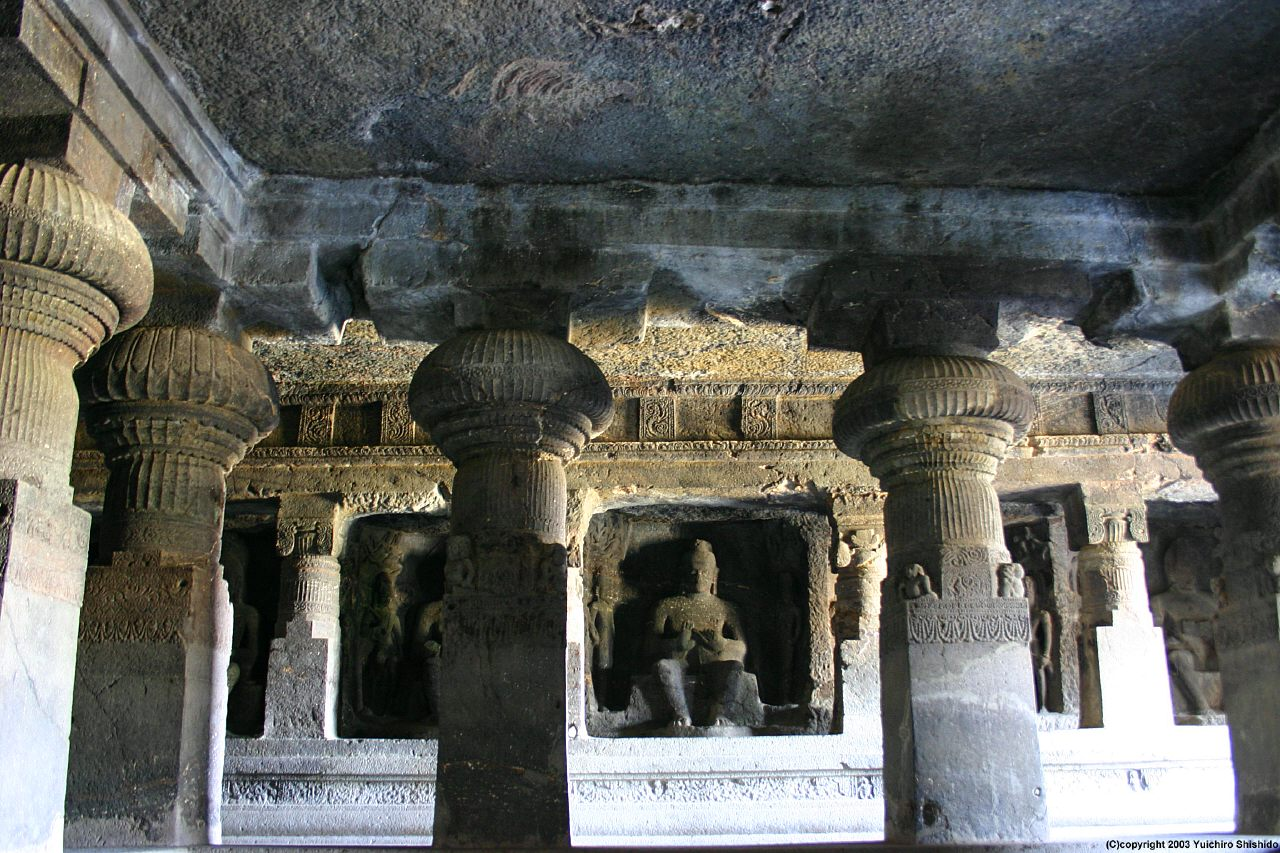
Kloster mit Kultbildkapelle in Ellora (Höhle 3)

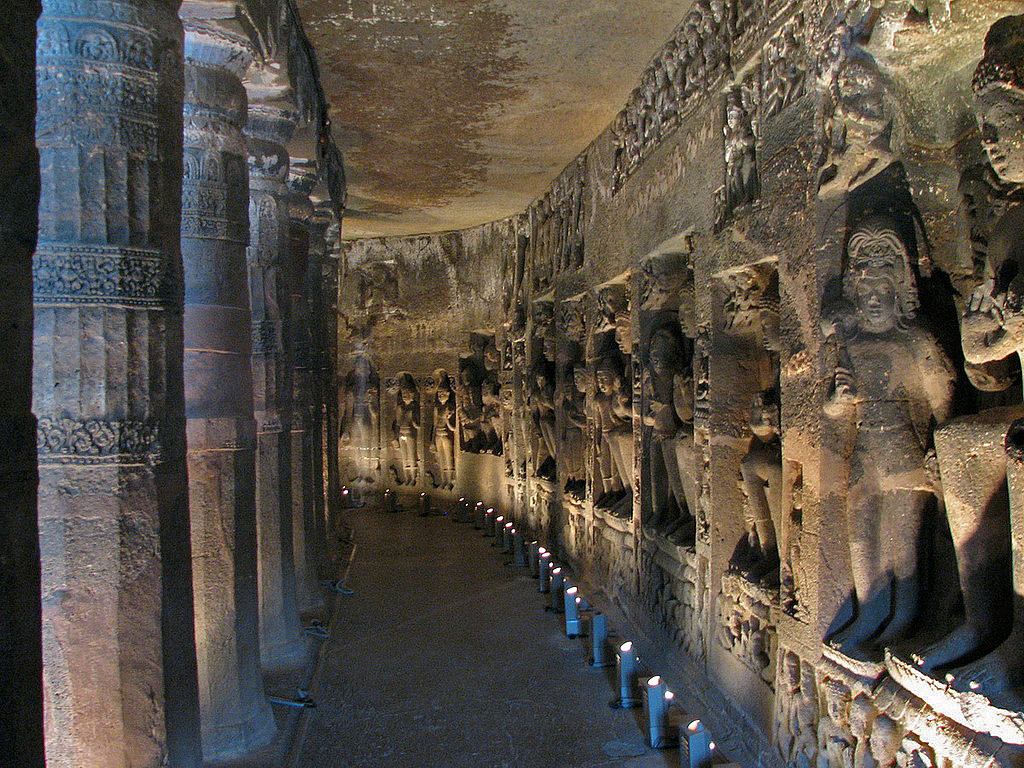
Seitengang einer Chaitya-Halle in Ajanta

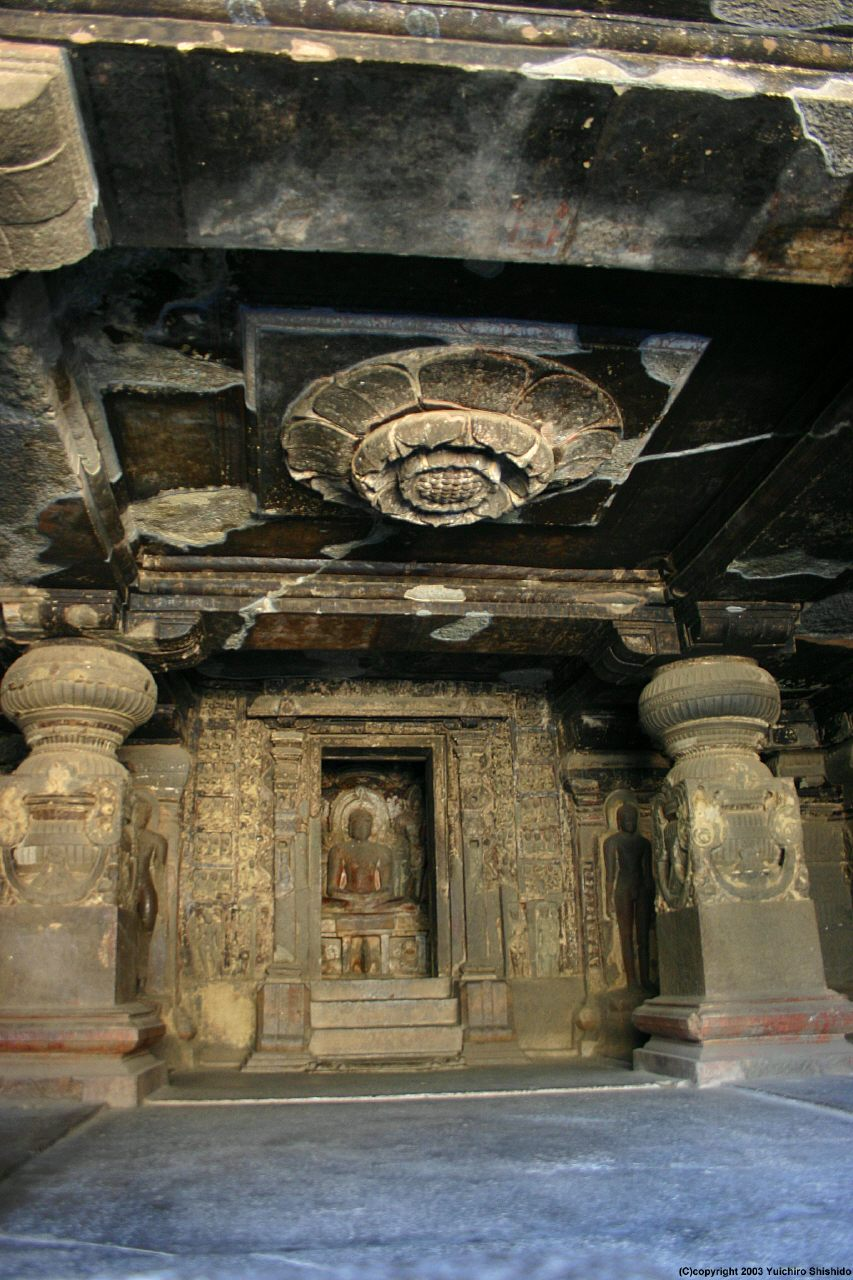
Kloster mit Kultbildkapelle in Ellora (Höhle 32)

Die Entwicklung der Höhlentempel führte angesichts der zunehmenden Stärke der vedisch-brahmanischen Religion zum Ausbau des buddhistischen Höhlentempels zur Klosterschule. Schon in Ajanta (Höhlen 6 und 27) war – wohl in Anlehnung an nicht erhaltene Klosterfreibauten aus Holz – eine mehrgeschossige Höhle aus dem Stein gemeißelt worden. Neben der Chaitya-Halle und dem Vihara tritt etwa in Ellora (dreigeschossige Höhle 12, Tin Thal, und Höhle 11, Do Thal), Bagh (Nr. 5), Dhamnar (Nr. 11) und Kholvi (Nr. 10) ein großer Kapitelsaal (Dharmashala, Skt., dharma, Lehre [Buddhas]; shala, Lehrstätte) auf.
Während die Chaitya- und Tempelhalle vor allem Zeremonien wie der Pradakshina (Skt.), das heißt der rituellen Umwandlung des Stupa in der Absicht, spirituellen Verdienst zu erwerben, und die Klosterräume der Viharas vorwiegend als Meditations- und Wohnstätten dienten, ist der Dharmashala mit langen Reihen von Steinbänken als ein großer buddhistischer Lehr- und Predigtsaal angelegt. Auf einer Ebene der Klosterschule von Ellora konnten bis zu 30 Zuhörer, die in Reihen zwischen den Säulen saßen, den Auslegungen eines buddhistischen Lehrers folgen.

### Verbreitung in Indien
Bisher sind ungefähr 1.200 buddhistische, hinduistische und jainistische Tempelhöhlen in Indien bekannt, von denen etwa 1.000 im Bundesstaat Maharashtra liegen, andere in Andhra Pradesh, südöstlich von Maharashtra, und in den nordwestlichen Staaten Gujarat, Rajasthan und Madhya Pradesh. Die ältesten bekannten Höhlentempel entstanden im Kontext der Shramana-Bewegung etwa im 3. Jahrhundert v. Chr. im späteren nordöstlichen Bundesstaat Bihar (acht Höhlen in Barabar, Nagarjuni und Sita Marhi bei Rajagriha, heute: Rajgir).
Mehrere archäologisch und touristisch intensiv erschlossene Höhlen- und Felsentempel-Komplexe unterschiedlicher religiöser Prägung zählen zur Liste des UNESCO-Welterbes:
- Ajanta (buddhistisch, 2. Jahrhundert v. Chr. bis 7. Jahrhundert n. Chr., 29 Höhlen), im weitläufigen Wagora-Flusstal gelegen und von einem britischen Kavallerieoffizier 1819 zufällig wiederentdeckt,
- Ellora (buddhistisch, shivaitisch-hinduistisch, jainistisch, etwa 6.–12. Jahrhundert n. Chr., 34 Höhlen), über 2 Kilometer Länge hinweg aus einer basaltischen Felswand geschlagen,
- Elephanta auf der Insel Gharapuri bei Mumbai (hinduistisch, 9. bis 13. Jahrhundert, Datierung umstritten, vier Höhlen), allesamt im indischen Bundesstaat Maharashtra,
- Der Tempelbezirk von Mamallapuram an der Koromandelküste bei Chennai, Tamil Nadu (hinduistisch, 7.–9. Jahrhundert n. Chr., 17 monolithische Felsentempel), dessen Leuchtfeuer den Seefahrern der Pallava-Dynastie als Navigationshilfe dienten.

Weitere buddhistische Höhlentempel Indiens:
| Bundesstaat    | Stadt             | Höhlentempel                                          | Entstehungszeit                        | Anmerkungen                                         |
| -------------- | ----------------- | ----------------------------------------------------- | -------------------------------------- | --------------------------------------------------- |
| Andhra Pradesh | Kamavarapukota    | Guntupalli                                            | 2. Jh. v. Chr.                         |                                                     |
|                | Vijayawada        | Undavalli                                             | 4./5. Jh. n. Chr.                      |                                                     |
| Bihar          | Jehanabad         | Barabar-Höhlen                                        | 2. Jh. v. Chr.                         |                                                     |
|                | Rajgir            | Son-Bhandar-Höhlen                                    | 2. Jh.                                 | 2 kleine Jain-Höhlen                                |
| Gujarat        | Junagadh          | Uparkot-, Khapra-Kodiya- und Baba-Pyare-Höhlen        | 1.–4. Jh.                              |                                                     |
|                | Talaja            | Talaja-Höhlen                                         | 1.–4. Jh.                              |                                                     |
| Madhya Pradesh | Chandwasa         | Dhamnar                                               | 4.–6. Jh.                              | nahezu 50 Höhlen, ein hinduistischer Monolithtempel |
|                | Dhar              | Bagh                                                  | 5.–7. Jh.                              | 9 Höhlen, ehemals umfangreiche Wandmalerei          |
| Maharashtra    | Aurangabad        | Aurangabad-Höhlen                                     | 6./7. Jh.                              | 10 Höhlen in zwei Gruppen                           |
|                | Bhomarwadi        | Pitalkhora-Höhlen                                     | 2.–1. Jh. v. Chr.                      |                                                     |
|                | Junnar-Region     | Lenyadri-, Manmodi-, Shivneri- und Tulja-Höhlen       | 1.–3. Jh.                              | insgesamt über 200 Höhlen                           |
|                | Konkan-Region     | Kuda, Karhad, Mahad, Sudhagarh und weitere            |                                        |                                                     |
|                | Lonavla           | Bhaja- und Karla-Höhlen                               | 2. Jh. v. Chr. bis 5. Jh. n. Chr.      | Bhaja: 18 Höhlen                                    |
|                | Maval (Kamshet)   | Bedsa-Höhlen                                          | 1. Jh. v. Chr.                         |                                                     |
|                | Mumbai            | Jogeshwari-, Kanheri-, Mahakali-, Mandapeshwar-Höhlen | 1. Jh. v. Chr. bis 2. Jh. / bis 9. Jh. | über 100 Höhlen                                     |
|                | Mumbai (Salsette) | Mahakali-Höhlen (auch: Kondivita-Höhlen)              |                                        | etwa 20 Höhlen in Basaltgestein                     |
|                | Nasik             | Pandu Lena (Pandavleni)                               | 1./2. Jh.                              | 33 Höhlen                                           |
|                | Raigad (Distrikt) | Kondana-Höhlen                                        | 1. Jh. v. Chr.                         |                                                     |
| Rajasthan      | Jhalawar          | Kolvi- und Binnayaga-Kloster                          | 5. Jh.                                 |                                                     |

## Hinduistische Höhlentempel in Indien

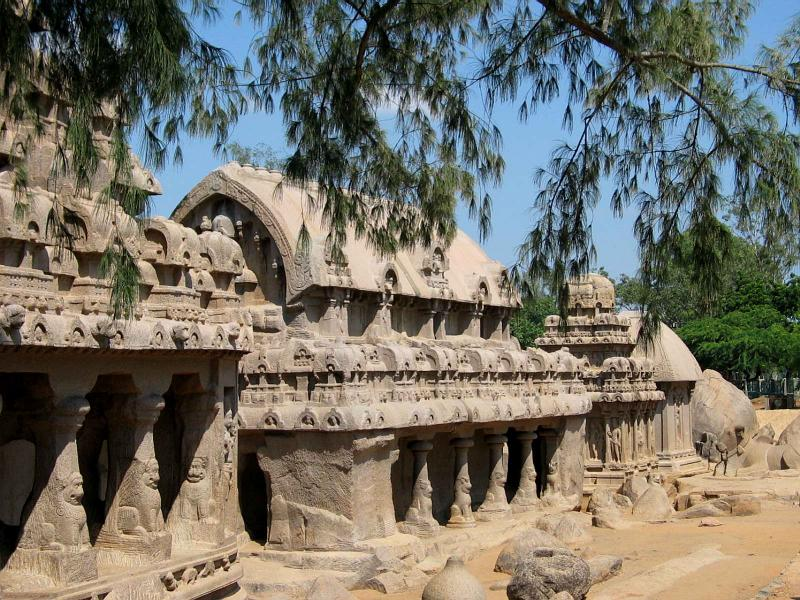
Die Fünf Rathas („Prozessionswagen“) in Mamallapuram, Tamil Nadu, Indien

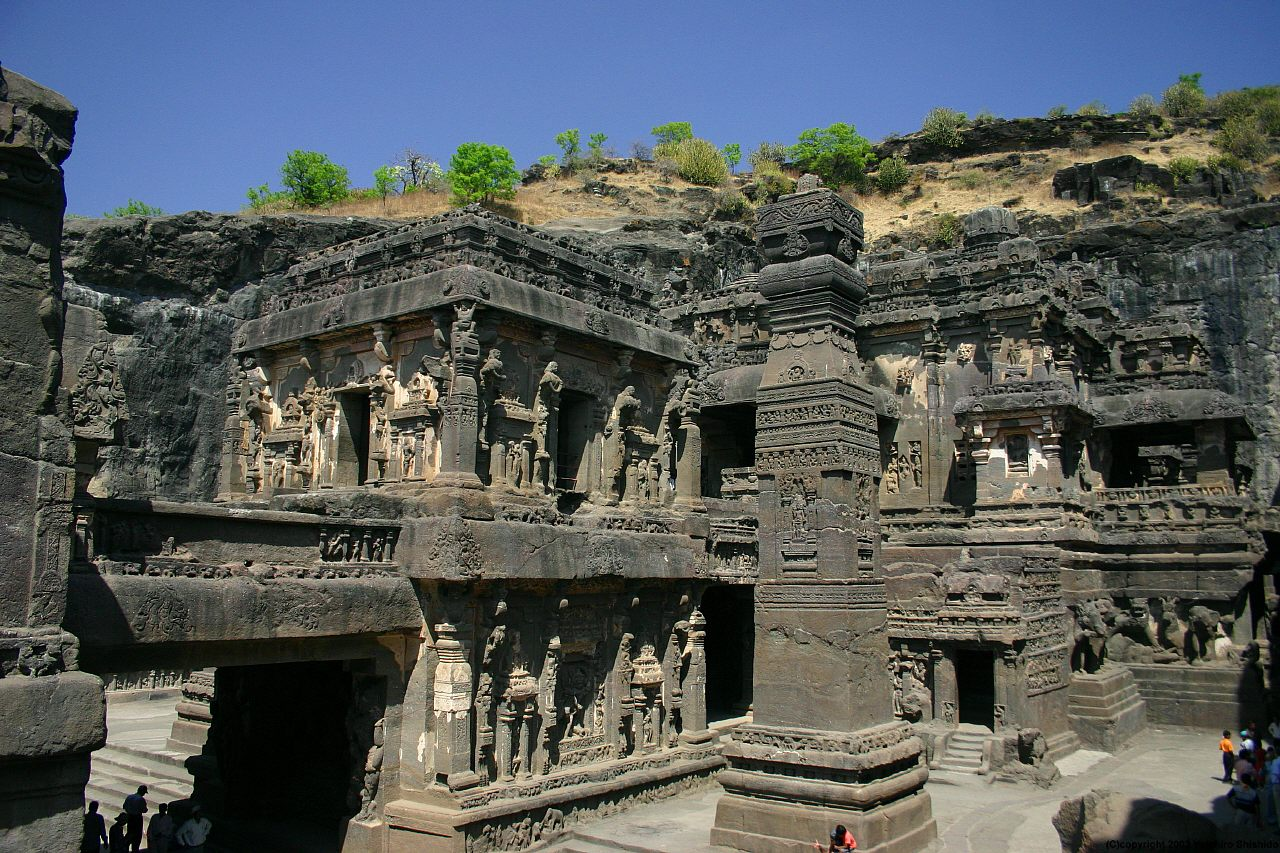
Ellora, Felsentempel 16, Kailasanatha, gilt als größter felsgehauener Hindutempel

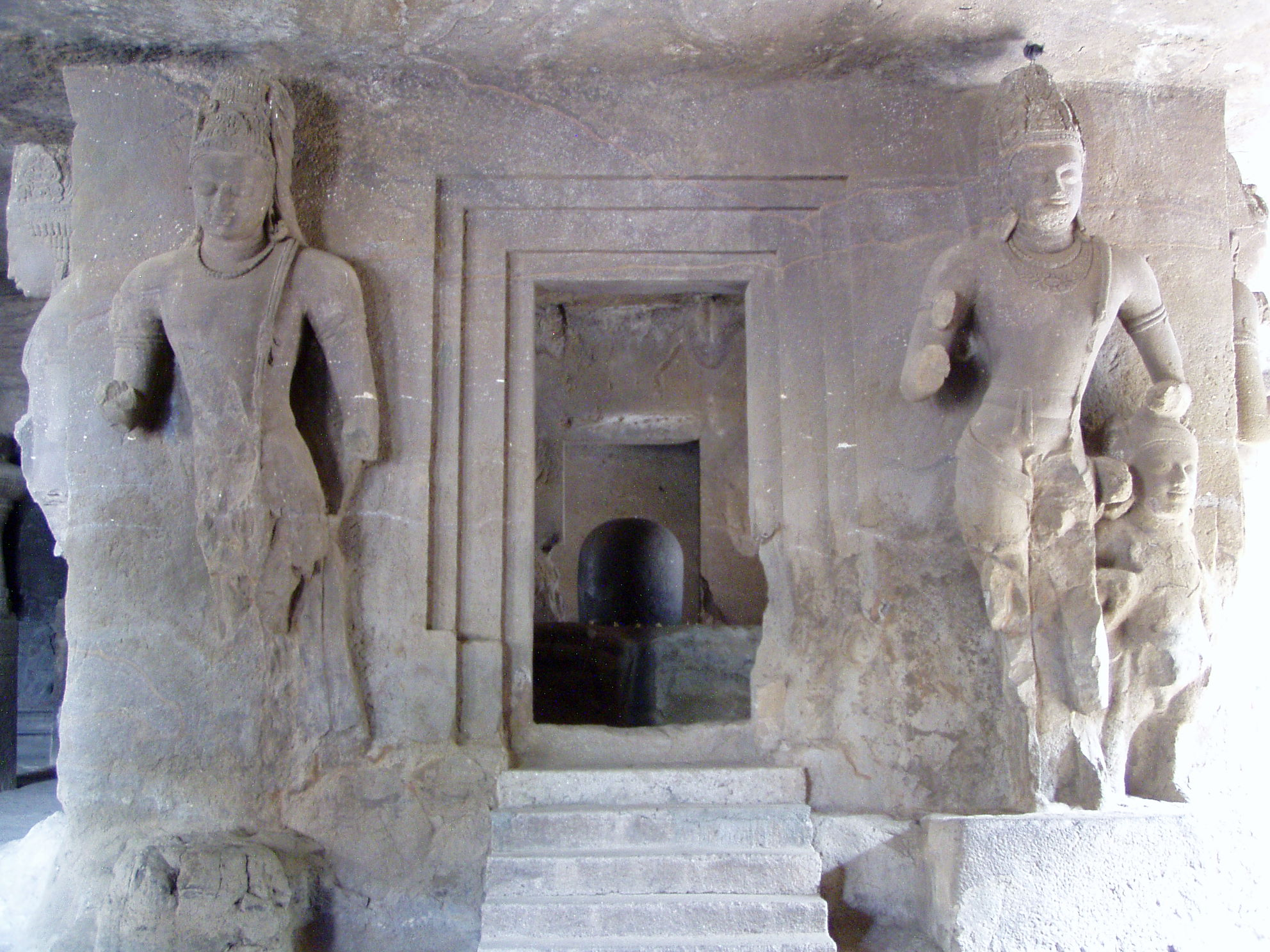
Kapelle mit Linga, Elephanta bei Mumbai, Indien (Höhle 1)

### Hinduistische Gegenreformation
Unter dem Einfluss der hinduistischen Bhakti-Lehre (Skt., f., भक्ति, bhakti, Hingabe, Liebe) hatten tantrische, das heißt esoterische Elemente in die buddhistischen Höhlentempel Einzug gehalten. In einer buddhistischen Höhle Elloras (Nr. 12) tritt zu Buddhastatuen als neues Element die vierarmige Göttin Cunda hinzu. Die buddhistische Tempelhalle in Aurangabad, Höhle 7, adaptiert die räumliche Enge des Hindutempels und zeigt eine mit erotischen Tanzszenen ausgestattete Kapelle. Diese weitreichende Anpassung an die hinduistische Formensprache hing mit dem Erstarken des Hinduismus ab dem 4. Jahrhundert n. Chr. zusammen. Die aus der Schwächung der indischen Großreiche resultierende hinduistische „Gegenreformation“ ging mit der Entwicklung einer vitalen hinduistischen Felsarchitektur einher und brachte schließlich im 7. und 8. Jahrhundert n. Chr. die Bautätigkeit an buddhistischen Höhlentempeln weitgehend zum Erliegen.
Hinduistische Tempel waren bis in die ersten nachchristlichen Jahrhunderte hinein ausschließlich aus wenig dauerhaften Baustoffen, vor allem aus Holz und Lehm, errichtet worden. Die ersten hinduistischen Höhlentempel und freistehenden Steintempel griffen jedoch den Stil ihrer Vorgänger auf. Durch den Zufluss von Geldern hinduistischer Stifter konnten seit dem 7. Jahrhundert n. Chr. in mehreren indischen Regionen verstärkt hinduistische Höhlentempel aus dem Fels herausmodelliert werden, darunter im heutigen Karnataka (Badami, buddhistisch, hinduistisch, jainistisch, 6. bis 8. Jahrhundert n. Chr., vier Höhlentempel), Madhya Pradesh (Udaigiri), Maharashtra (Pataleshwar in Pune), Orissa (Gupetswar) und in Tamil Nadu (siehe Pallava-Architektur). Zum UNESCO-Welterbe zählen neben Elephanta und Ellora im Nordwesten des indischen Subkontinents das ebenfalls hinduistische Mamallapuram bei Chennai in Südindien. Einige in gleicher Zeit angelegte Jaina-Tempel befinden sich in Maharashtra (Ellora), Madhya Pradesh (Udayagiri und Gwalior) und im östlichen Orissa (Udayagiri und Khandagiri in natürlichen Höhlen).

### Klassische Tempelstruktur
Die Funktion der hinduistischen Höhlentempel als Heiligtum und Ritualstätte für die Abhaltung einer Puja (Skt., f., पूजा, pūjā, Ehrerweisung), von Feuer- und Opferzeremonien, Rezitationen und weiteren religiösen Handlungen führte zur Ausprägung zahlreicher unterschiedlicher Bauformen, in deren Zentrum durchgängig das Göttliche als Gegenstand der Verehrung steht. Auch hinduistische Höhlentempel sind von Tendenzen geprägt, die im Bereich des Freibaus entwickelt worden sind. Der hinduistische Tempel ist räumlich in Garbhagriha als Hauptraum und Mandapa als Vorhalle aufgeteilt. Die Garbhagriha (Skt., garbha, Mutterleib) bildet eine zumeist unbeleuchtete Kultkapelle, die das Allerheiligste enthält, das Bildnis der Gottheit oder den Linga, ein eng mit der Hindu-Gottheit Shiva verbundenes Symbol. Vor der Garbhagriha befinden sich in einer Achse gereiht ein oder mehrere Mandapas als Eingangs- oder Tempelhallen mit Säulenkolonnade. Die Mönchszellen buddhistischer Anlagen entfallen bei hinduistischen Höhlentempeln.
Anhand der umfangreichen hinduistischen Höhlentempel von Ellora in Maharashtra lassen sich nach Herbert und Ingeborg Plaeschke mehrere zentrale Bautypen hinduistischer Höhlentempel unterscheiden, die weite Verbreitung haben:
- Bauten, die sich von einer Höhlenveranda herleiten lassen, mit direkter Anbindung an das Allerheiligste (zum Beispiel in Badami und Ellora),
- Tempel, die den Grundriss eines Hofhauses mit innerem Säulenquadrat nachahmen (in Elephanta, Ellora und Mamallapuram) und
- Höhlentempel, die direkt vom zeitgenössischen hinduistischen Freibau abgeleitet sind (Ellora und Mamallapuram).[30]

Besondere Bedeutung erlangt aufgrund des Siegeszugs des hinduistischen Tempelbaus in Westindien seit dem 7. Jahrhundert n. Chr. die letzte Variante. Hinduistische Höhlentempel des letzten Bautyps folgen weitgehend dem Grundriss des hinduistischen Tempel-Freibaus südindischen Typs mit Allerheiligstem (Garbhagriha), Tempelturm (Skt., विमान, vimāna), Eingangs- und Tempelhalle (Mandapa) und gelegentlich einem kleinen, vom Hauptbau isolierten Pavillon mit dem Bild des Buckelstiers Nandi, des Reittiers von Shiva. Eine Weiterentwicklung dieser Variante hinduistischer Höhlentempel bildet der Kailasanatha-Tempel, ein monolithischer Felsentempel in Ellora. Dieser freistehende Felsentempel in einer Felsgrube, der durch einen monumentalen zweigeschossigen Portalbau nach außen abgeschlossen ist, gilt mit einer Seitenlänge von 46 Metern als wohl eindrucksvollster hinduistischer Felsentempel.

## Höhlentempel in anderen Regionen Asiens

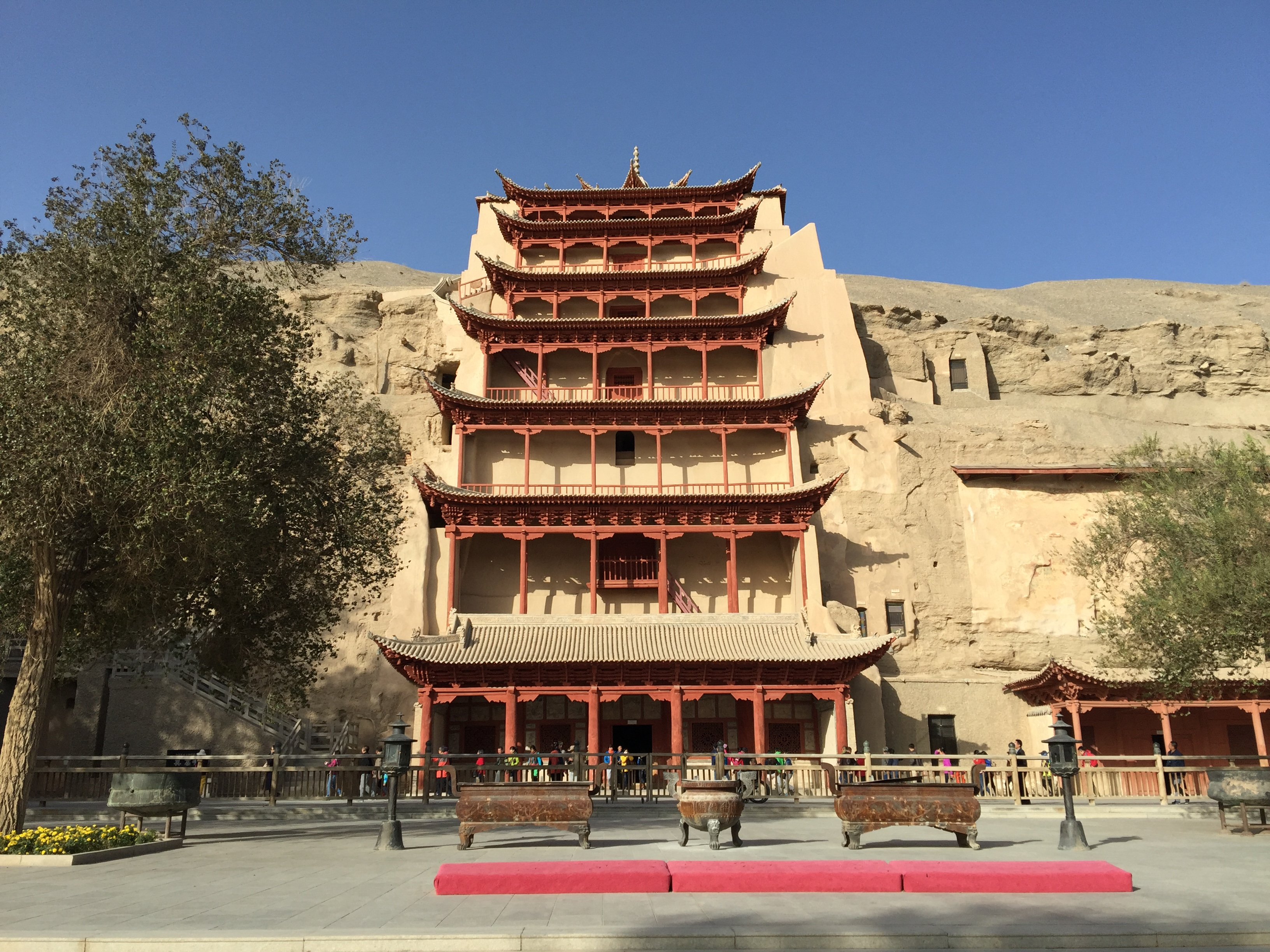
Die Mogao-Grotten bei Dunhuang, Provinz Gansu, China

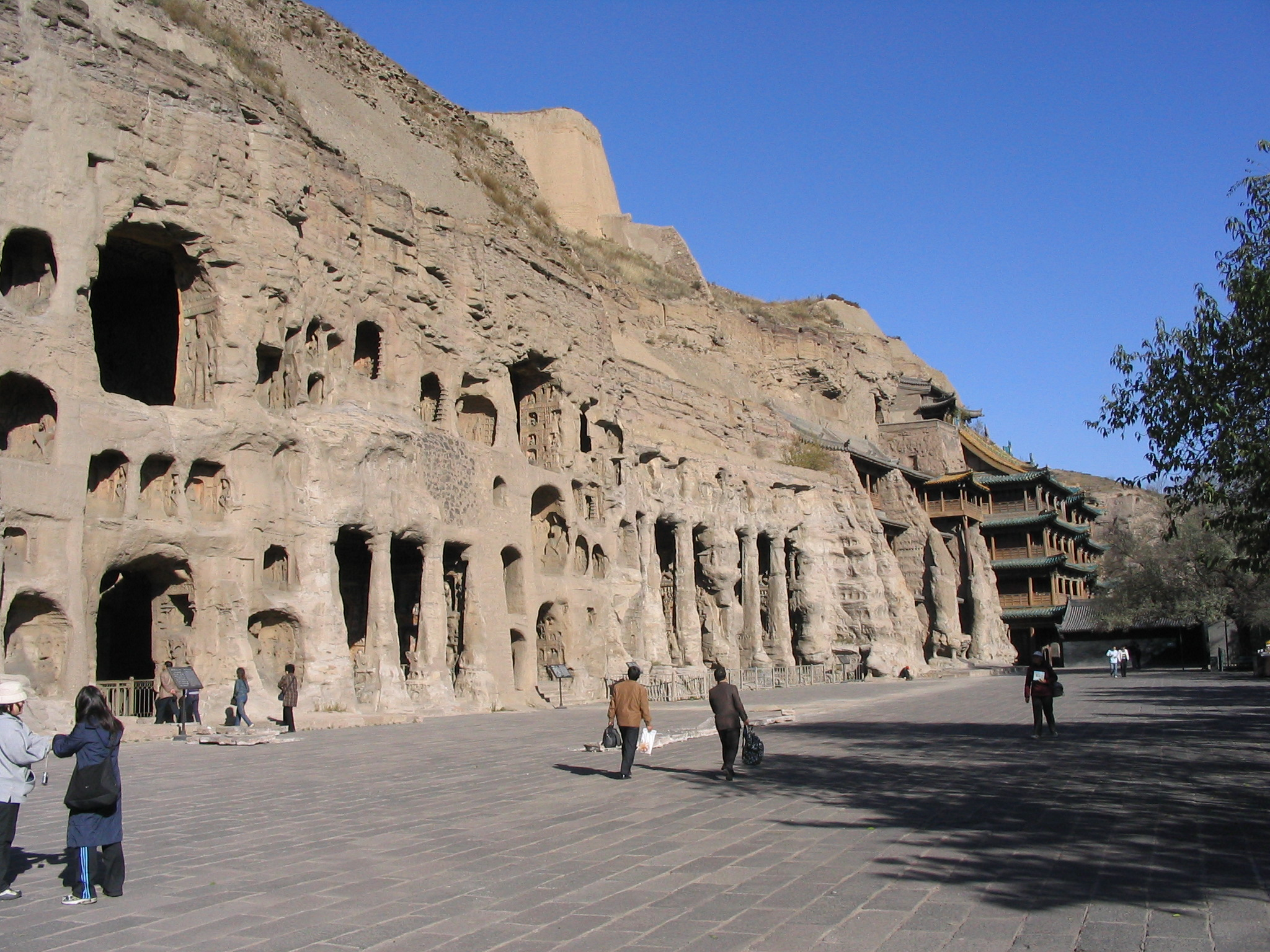
Die Yungang-Grotten bei Datong, China

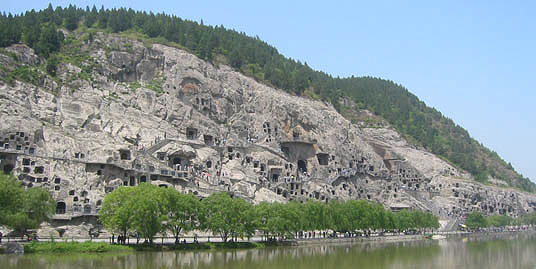
Die Longmen-Grotten bei Luoyang von der Manshui-Brücke aus betrachtet, China, 2.345 Höhlen

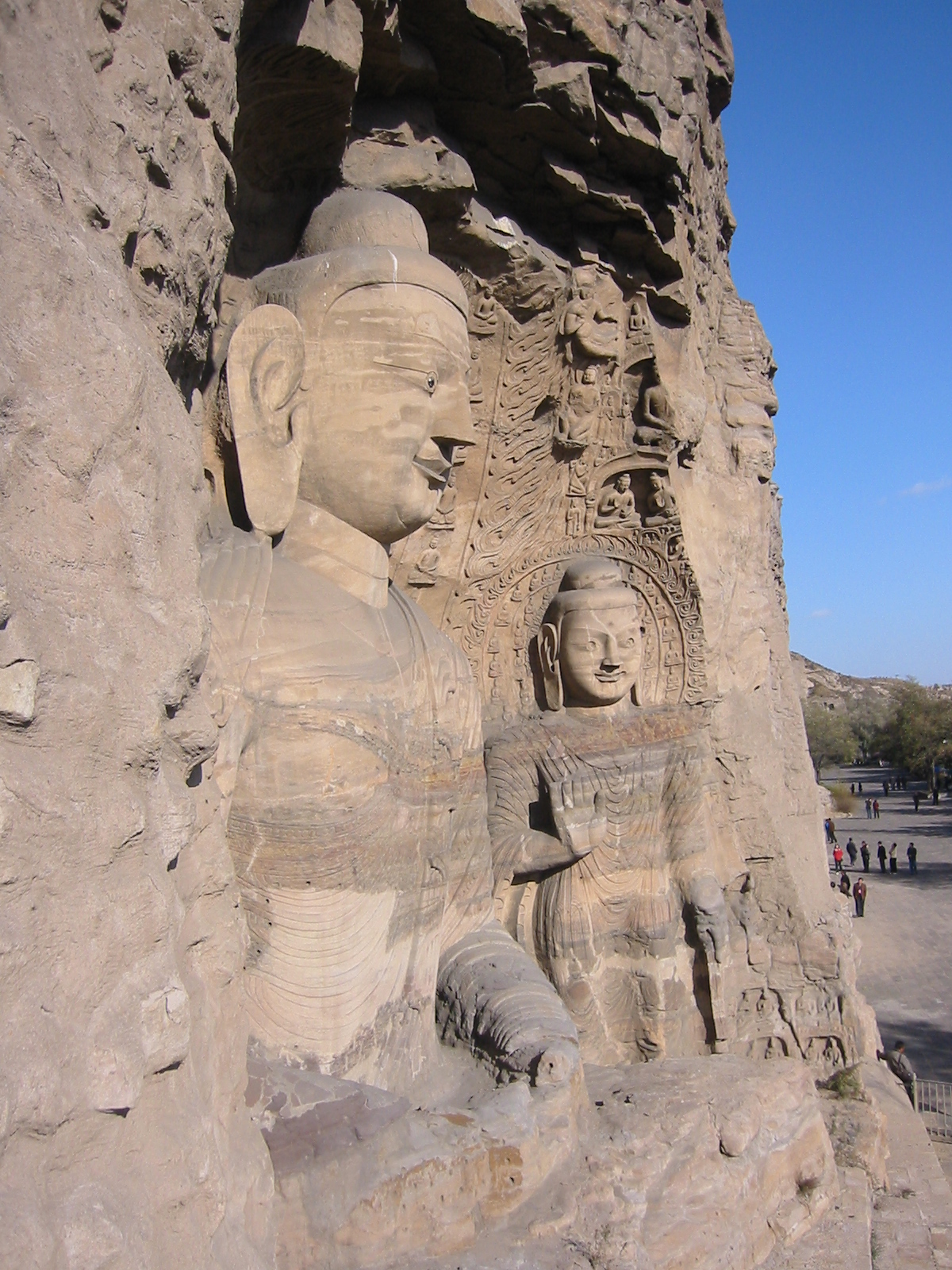
Buddhastatuen der Yungang-Grotten bei Datong, China

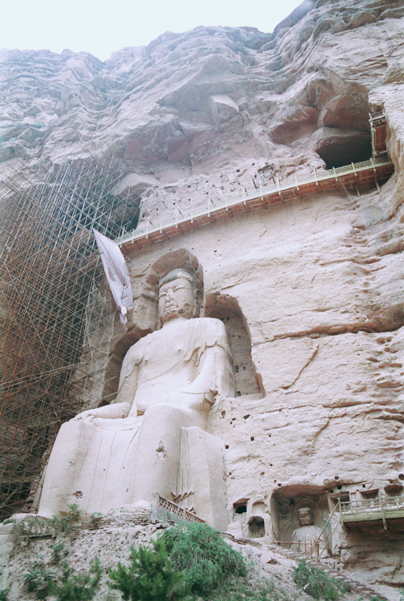
Binglingsi, großer Maitreya-Buddha, China

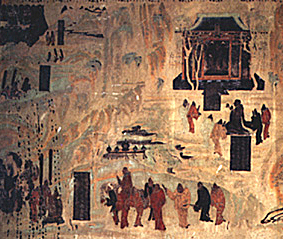
Wandmalerei in den Mogao-Grotten, Dunhuang, China

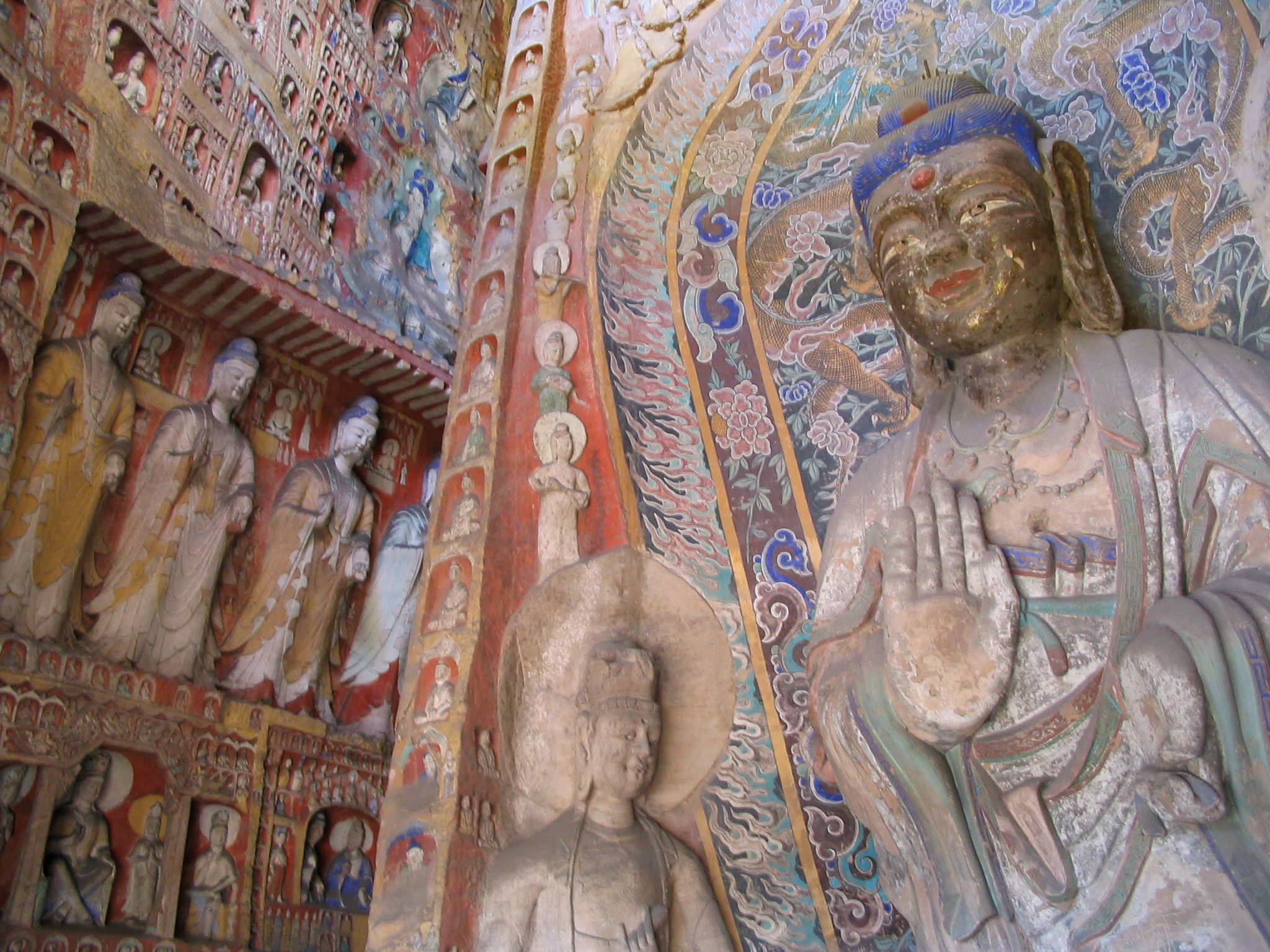
Yungang-Grotten bei Datong (Höhle 11), China

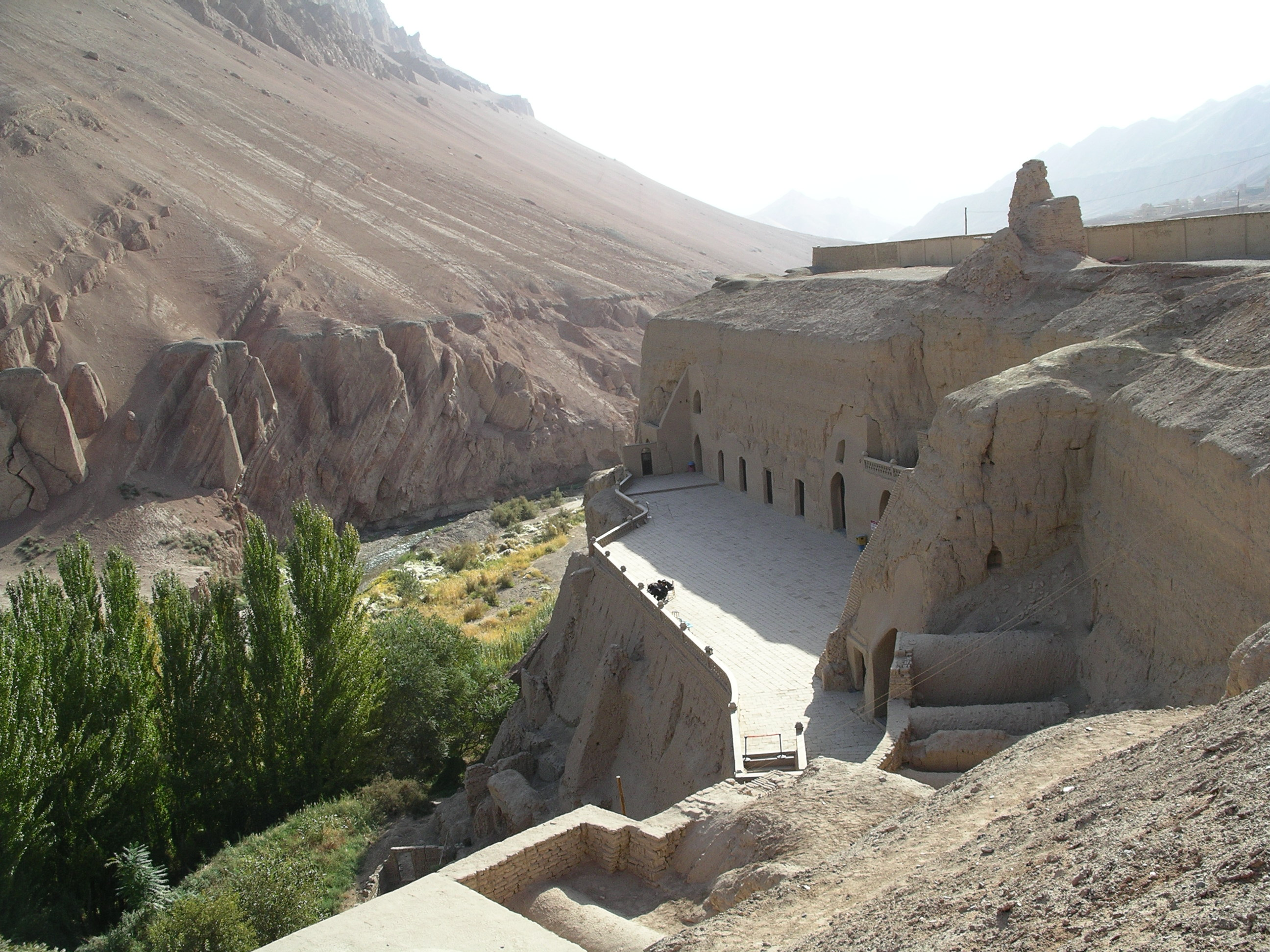
Bäzäklik-Höhlen bei Turfan in Xinjiang, China

### Ausbreitung über die Seidenstraße
Die weitläufigen buddhistischen und hinduistischen Höhlentempel-Anlagen des alten Indien sind seit dem zweiten Jahrhundert n. Chr. in zahlreichen Regionen Asiens nachgeahmt worden. Der Buddhismus kam von Indien entlang der Fernhandelsrouten, insbesondere über die nördliche Route der Seidenstraße, nach Zentralasien. Auf dem Gebiet des heutigen Afghanistan entstanden in großem Umfang persisch beeinflusste Höhlentempel in und um das Bamiyan-Tal mit seinen Seitentälern Kakrak und Foladi (Koh-e Baba-Gebirge, seit 2. Jahrhundert, etwa 20.000 Höhlen), bei Haibak in Baktrien (Hazar Sam, seit 2. Jahrhundert, etwa 200 Höhlen) sowie bei Dschalalabad (Haddah, Allahnazar, Baswal, 2.–5. Jahrhundert, 150 Höhlen, Dauranta, seit 2. Jahrhundert, Kajitulu sowie Siah-Kok).
Über Zentralasien verbreiteten sich die Höhlentempel nach China, am intensivsten während der Nördlichen Wei-Dynastie im 4. und 5. Jahrhundert. Im Zuge dieser Ausbreitung in nördlicher Richtung entstanden zwischen dem 4. und dem 9. Jahrhundert (Nördliche Wei-Dynastie, Sui-Dynastie und Tang-Dynastie) entlang der Seidenstraße und den Becken des Gelben Flusses und des Jangtsekiang zahlreiche ausgedehnte buddhistische Tempelanlagen (Dunhuang, Kuqa, Turfan und andere), die sich von ihren indischen Vorbildern emanzipierten.

### Bauliche Besonderheiten
Auch die entlang der Seidenstraße entstehenden Höhlentempel kennzeichnet neben Kult- und Lehrnischen sowie Mönchszellen ein im Mittelpunkt platzierter Stupa, der häufig durch einen viereckigen Zentralpfeiler vertreten wird. Dieser trägt buddhistische Statuen und wurde in der Absicht des Ansammelns von Heil von Mönchen und buddhistischen Laienanhängern rituell umwandert (Pradakshina). Besonders vielfältig stellen sich die Deckenkonstruktionen der chinesischen Höhlentempel dar, darunter Decken in der Form eines umgekehrten Eimers, eines Achtecks oder einer flachen Schachbrettdecke.
In den gut erhaltenen Mogao-Grotten sind die Deckenfelder häufig mit Malerei ausgefüllt und verkörpern damit die kosmologische Idee der Himmelskuppel. Insgesamt zeichnen sich die chinesischen Höhlentempel durch zahlreichere Wand- und Deckenmalereien als ihre indischen Vorbilder aus. In den Höhlentempeln von Kizil und in Bamiyan fällt die Beliebtheit der „Laternendecke“ auf, eines zentralen Deckenfeldes, das mit sich nach oben verkleinernden Quadraten ausgefüllt ist.
Das Innere zentral- und ostasiatischer Höhlentempel ist meist vollständig mit aus Stein gemeißelten Figurengruppen, Reliefs und Ornamenten bedeckt. Aus dieser reichhaltigen Gestaltenfülle heben sich größere Konfigurationen in Nischen ab, insbesondere die in Yungang und Longmen dominierenden Kolossalstatuen des sitzenden Buddha als Weltenherrscher und seiner stehenden Begleitfiguren.

### Blütezeit in Zentral- und Ostasien
Zahlreiche Höhlentempel-Komplexe in Zentral- und Ostasien sind erhalten, darunter drei chinesische Stätten mit UNESCO-Welterbe-Status:
- die Mogao-Grotten oder „Tausend-Buddha-Höhlen“, Teil der Dunhuang-Grotten bei Dunhuang (Provinz Gansu, 4.–14. Jahrhundert, 492 Höhlen erhalten), in denen ein daoistischer Mönch im Jahre 1900 rund 50.000 alte Textdokumente aus dem 4. bis 11. Jahrhundert entdeckte (heute teilweise im Besitz des Britischen Museums in London),
- die Yungang- oder „Wolkengrat-Grotten“ bei Datong (Provinz Shanxi, 5./6. Jahrhundert, 252 Höhlen), nach dem Vorbild der Mogao-Grotten konzipiert und mit 51.000 Statuen und noch heute erhaltenen hölzernen Schutzhütten aus dem Jahr 1621 ausgestattet,
- die Longmen- oder „Drachentor-Grotten“ bei Luoyang (Provinz Henan, 5.–8. Jahrhundert, 2345 Höhlen), deren über 10.000 Skulpturen während der chinesischen Kulturrevolution zwischen 1966 und 1976 stark beschädigt wurden.

Zu den insgesamt über 250 buddhistischen und recht seltenen daoistischen Höhlentempel-Komplexen in ganz China zählen außerdem:
| Provinz                   | Stadt                               | Höhlentempel                               | Entstehungszeit     | Anmerkungen                      |
| ------------------------- | ----------------------------------- | ------------------------------------------ | ------------------- | -------------------------------- |
| Provinz Gansu             | 50 km südwestlich von Lánzhōu       | Binglingsi                                 | seit 5. Jh.         | 183 Höhlen                       |
|                           | Wuwei                               | Tiantishan-Grotten                         | 6. Jh.              |                                  |
|                           | Guazhou (vormals Anxi)              | Wanfoxia                                   | seit dem 5. Jh.     | 42 Höhlen                        |
|                           | 45 km südöstlich der Stadt Tianshui | Maijishan                                  | ca. seit dem 5. Jh. | 194 Höhlen                       |
| Provinz Hebei             | Handan                              | Xiangtangshan-Grotten                      | 6. Jh.              |                                  |
| Provinz Henan             | Gongyi                              | Gongxian-Grotten                           | seit 6. Jh.         |                                  |
| Autonomes Gebiet Ningxia  | Guyuan                              | Sumeru                                     |                     |                                  |
| Provinz Shaanxi           | Binxian                             | Dafosi                                     | 7. Jh.              | 107 Höhlen                       |
| Provinz Shandong          | Qingzhou                            | Tuoshan-Grotten                            | 6./7. Jh.           | 5 Höhlen                         |
| Provinz Shanxi            | Taiyuan                             | Tianlongshan-Grotten                       | 6. Jh.              | 25 Höhlen, über 500 Skulpturen   |
| Provinz Sichuan           | Guangyuan                           | Huangze si                                 |                     | 6 Höhlen                         |
| Autonomes Gebiet Tibet    | Kreis Zanda                         | Donggar-Ruinen, Piyang-Grotten             |                     | 200 Höhlen, 1000 Höhlen          |
| Autonomes Gebiet Xinjiang | Turfan nahe der Taklamakan-Wüste    | Bäzäklik-Höhlen                            | 5.–9. Jh.           | 67 Höhlen                        |
|                           | Kizil und Kuqa                      | Kizil-Grotten                              | 3.–8./9. Jh.        | 236 Höhlen erfasst (Kizil)       |
| Provinz Zhejiang          | Hangzhou                            | Feilaifeng-Felsskulpturen (Lingyin-Tempel) | 10.–14. Jh.         | über 470 Skulpturen in Kalkstein |

In weiteren Regionen Ostasiens existieren nur vereinzelt Höhlentempel, darunter in Südkorea (Seokguram bei Gyeongju, 8. Jahrhundert, eine Höhle mit 37 Skulpturen, als UNESCO-Welterbe erfasst) und in Japan (Usuki auf der Insel Kyūshū, 12. Jahrhundert, Buddhastatuen in Tuffstein). Auf Japanisch heißen die buddhistischen Höhlentempel sekkutsu jiin (石窟寺院).

### Nutzung natürlicher Höhlen in Süd- und Südostasien

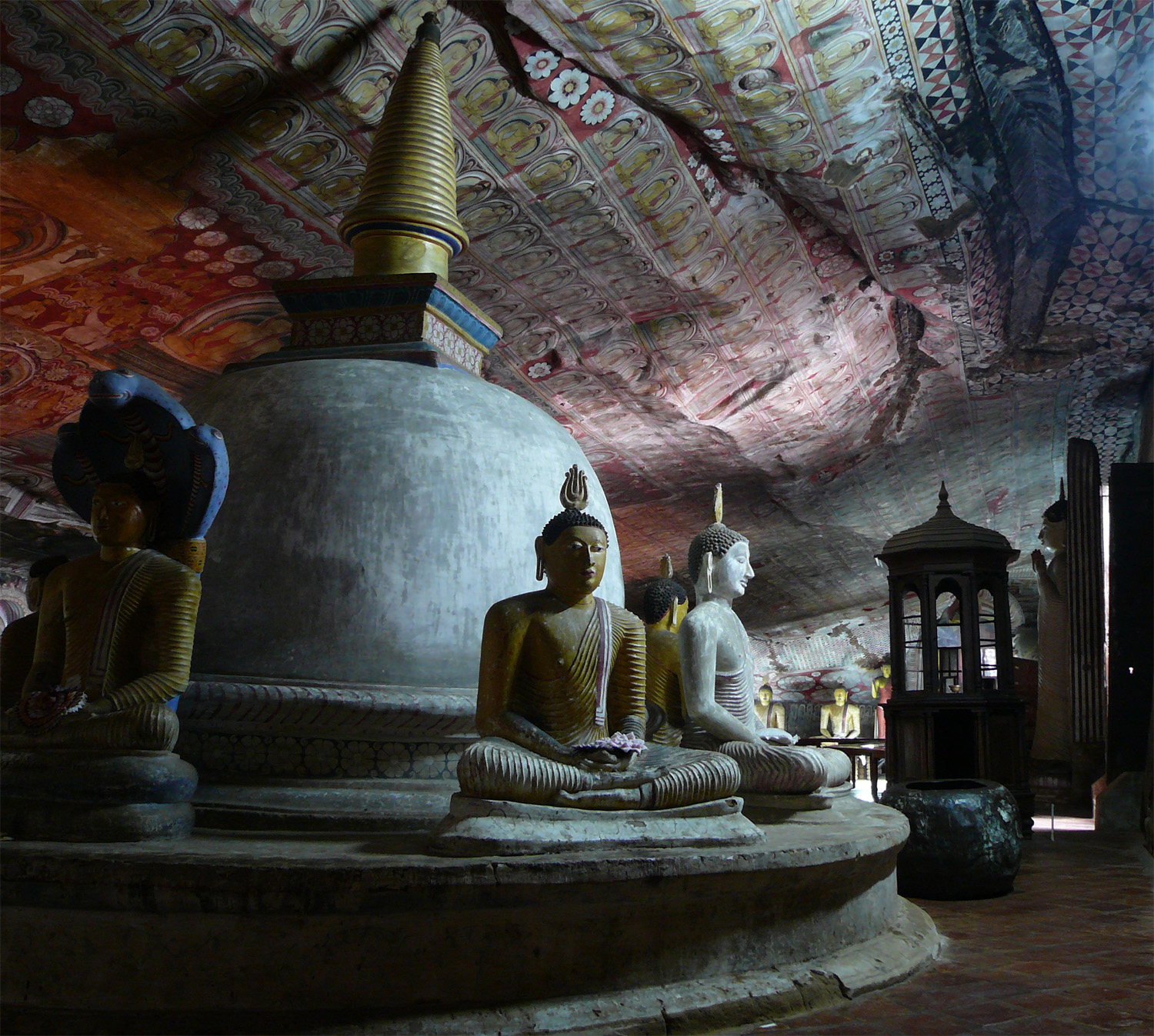
Dambulla-Höhlen, Central Province, Sri Lanka

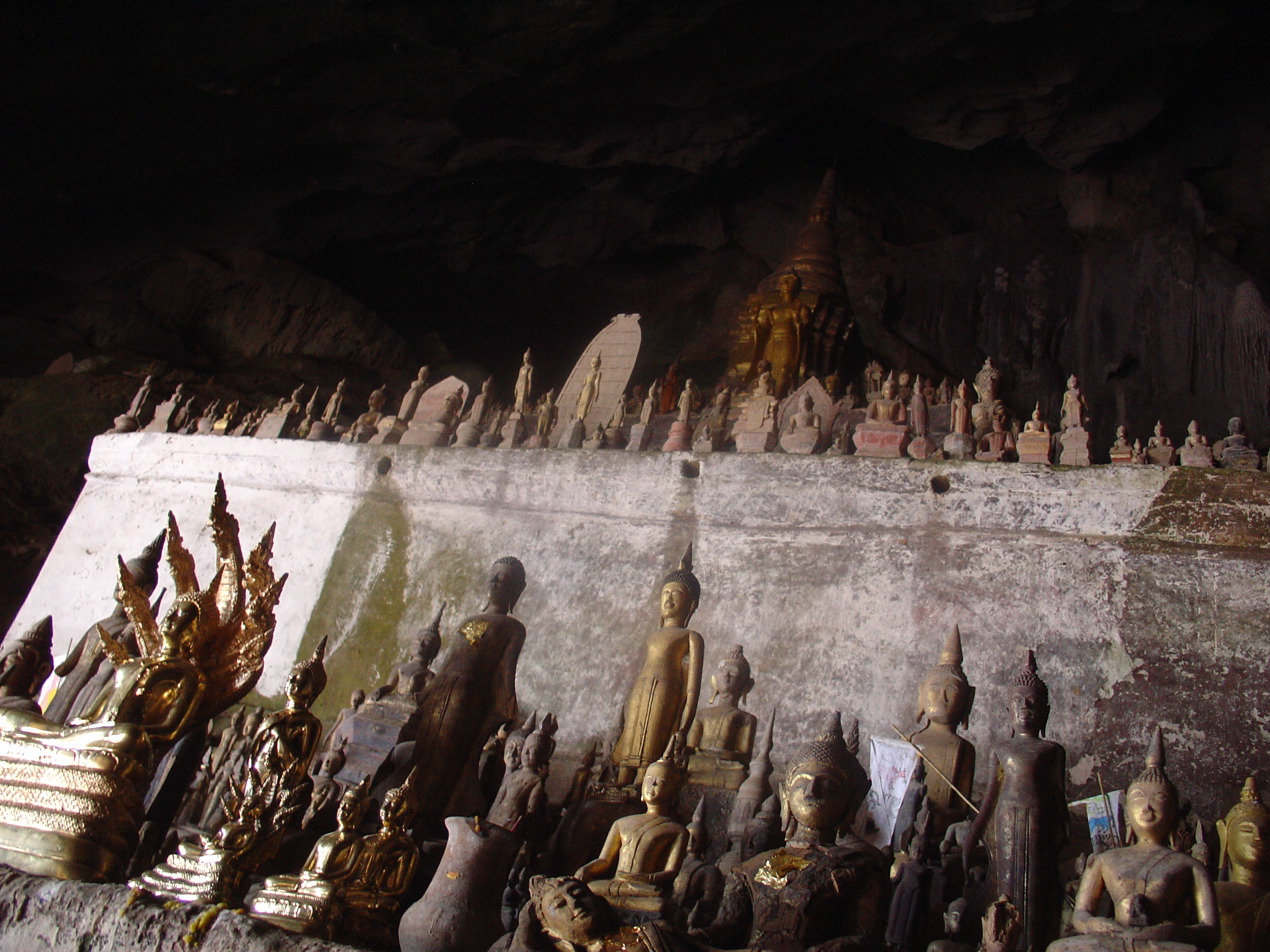
Einige der 4.000 Buddhastatuen in den Pak Ou-Höhlen bei Luang Prabang, Laos

Die Ausbreitung des Theravada-Buddhismus (Skt., स्थविरवाद, sthaviravāda; Pali, theravāda, Schule der Ältesten) verlief von Nordost- und Südostindien aus nach Süd- und Südostasien. Ein zweiter Ausdehnungsstrang verlief im Norden über Myanmar. Beide Stränge trafen schließlich auf den sich von Norden her ausbreitenden Mahayana-Buddhismus. Die Höhlenheiligtümer Sri Lankas sowie der Länder Südostasiens entwickelten sich weitgehend eigenständig und übernahmen von ihren indischen Pendants vorwiegend die Stupas, Buddha-Statuen, verschwenderische Wandmalereien oder die atmosphärischen Beleuchtungseffekte.
Während unterirdische Heiligtümer etwa in Myanmar oder Indonesien dem indischen und chinesischen Typus entsprechend weiterhin auch als künstliche Höhlen angelegt wurden, entstanden in Südostasien unter Verzicht auf kostspielige Felsbauarbeiten überwiegend Tempelanlagen in oder bei natürlichen Höhlen. Diese Höhlentempel wurden mit zahlreichen Buddha-Statuen oder hinduistischen Gottheiten, weiteren Skulpturen und aufwändigen Wandgemälden ausgestattet. Vielfach ersetzten diese Heiligtümer ältere animistische Kult- und Opferstätten, die in vorbuddhistischer Zeit bestanden hatten (zum Beispiel Goa Gajah auf Bali oder Huyen Khong in Vietnam).
Diese Variante der Höhlenheiligtümer ist vereinzelt in anderen Regionen, vorrangig jedoch in Südostasien anzutreffen. Besondere Bedeutung kommt dem Höhlentempel Aluvihara bei Matale (Central Province von Sri Lanka, etwa seit dem 3. Jahrhundert v. Chr., 13 Höhlen mit Wandbildern und Buddhastatuen) zu, der im 1. Jahrhundert v. Chr. unter Schirmherrschaft von König Vaṭṭagāmaṇī Abhaya den Schauplatz des 4. Buddhistischen Konzils der Theravada-Tradition bildete. Während des Konzils wurden die bis zu diesem Zeitpunkt über Jahrhunderte hinweg ausschließlich mündlich überlieferten Lehrreden des Buddha erstmals in Gestalt des Pali-Kanons schriftlich niedergelegt.

### Stark frequentierte Pilgerziele
Etliche der in natürlichen Höhlen angelegten Heiligtümer bilden heute stark frequentierte Pilger- und Opferstätten (zum Beispiel die Pak-Ou-Höhlen in Laos oder Pindaya in Myanmar, in denen traditionell Buddhastatuen als Opfergaben zurückgelassen werden), Orte historischer Erinnerung (Dambulla in Sri Lanka, ein einstiger Zufluchtsort von König Vaṭṭagāmaṇī Abhaya), umfangreiche Lehr- und Meditationszentren (Wat Suwan Kuha und Pha Plong in Thailand oder Pindaya in Myanmar), Bestattungsorte (Pak-Ou-Höhlen in Laos), Kunst- und Museumsraum (Batu Caves in Malaysia) oder imposante Aussichtspunkte mit Restaurantbetrieb (Sam Poh Tong und Kek Lok Tong in Malaysia).
Bedeutende Beispiele für Heiligtümer in natürlichen Höhlen sind:
| Staat      | Stadt (Provinz)                                       | Höhlentempel                              | Entstehungszeit             | Anmerkungen                                                                       |
| ---------- | ----------------------------------------------------- | ----------------------------------------- | --------------------------- | --------------------------------------------------------------------------------- |
| Indonesien | bei Padang Bai                                        | Goa Lawah (Fledermaushöhle)               | 11. Jh.                     | hinduistisch, „mit Tausenden von Fledermäusen, die als heilig gelten“             |
|            | auch Anlagen in künstlichen Höhlen bei Ubud auf Bali  | Goa Gajah (Elefantenhöhle)                | 11. Jh.                     | vermutlich ehemalige Klause shivaitischer Eremiten; buddhistische Höhlen zerstört |
| Laos       | bei Luang Prabang                                     | Pak-Ou-Höhlen (Tham Ting)                 | 5.–7. Jh.                   | zwei Höhlen, nur über Mekong erreichbar                                           |
| Malaysia   | Selangor bei Kuala Lumpur                             | Batu Caves                                |                             | hinduistisch                                                                      |
|            | bei Gunung Rapat nahe Ipoh                            | der große Sam Poh Tong sowie Kek Lok Tong |                             | dort insgesamt 14 buddhistische und hinduistische Höhlentempel in Kalksteinfelsen |
| Myanmar    | bei Hpa-an (Kayin-Staat)                              | Kawgun-Höhle                              | etwa 15. Jh.                | in Kalksteinfelsen                                                                |
|            | Pindaya (Shan-Staat)                                  | Pindaya                                   |                             | mehr als 8000 Buddha-Figuren                                                      |
|            | auch künstliche Höhlen: bei Monywa (Sagaing-Division) | Po Win Daung (Po-Win-Berge)               | 17. Jh.                     | 947 Höhlen mit birmanischen Angaben zufolge 446.444 Buddha-Statuen                |
|            | Pyin U Lwin                                           | Peik Kinn Myaing                          |                             | hinduistisch-buddhistisch                                                         |
| Sri Lanka  | Dambulla (Central Province)                           | Dambulla                                  | seit 1. Jahrhundert v. Chr. | etwa 80 Höhlen, größte Tempelanlage Sri Lankas (2.100 m²), UNESCO-Welterbe        |
| Thailand   | Provinz Phang Nga                                     | Wat Suwan Kuha (Affenhöhle)               |                             | zwei Höhlen in Kalksteinfelsen                                                    |
|            | Chiang Dao                                            | Wat Tham (= Höhlentempel) Pha Plong       |                             | Meditationszentrum                                                                |
|            | bei Krabi                                             | Wat Tham Sua (Tigerhöhle)                 |                             | Meditationszentrum mit über 260 Ordinierten                                       |
| Vietnam    | Gebirge Ngu Hanh Son (Marmorberge) bei Đà Nẵng        | Huyen-Khong-Höhle                         |                             | ehemals hinduistisch-buddhistisch                                                 |

## Höhlentempel in der Neuzeit

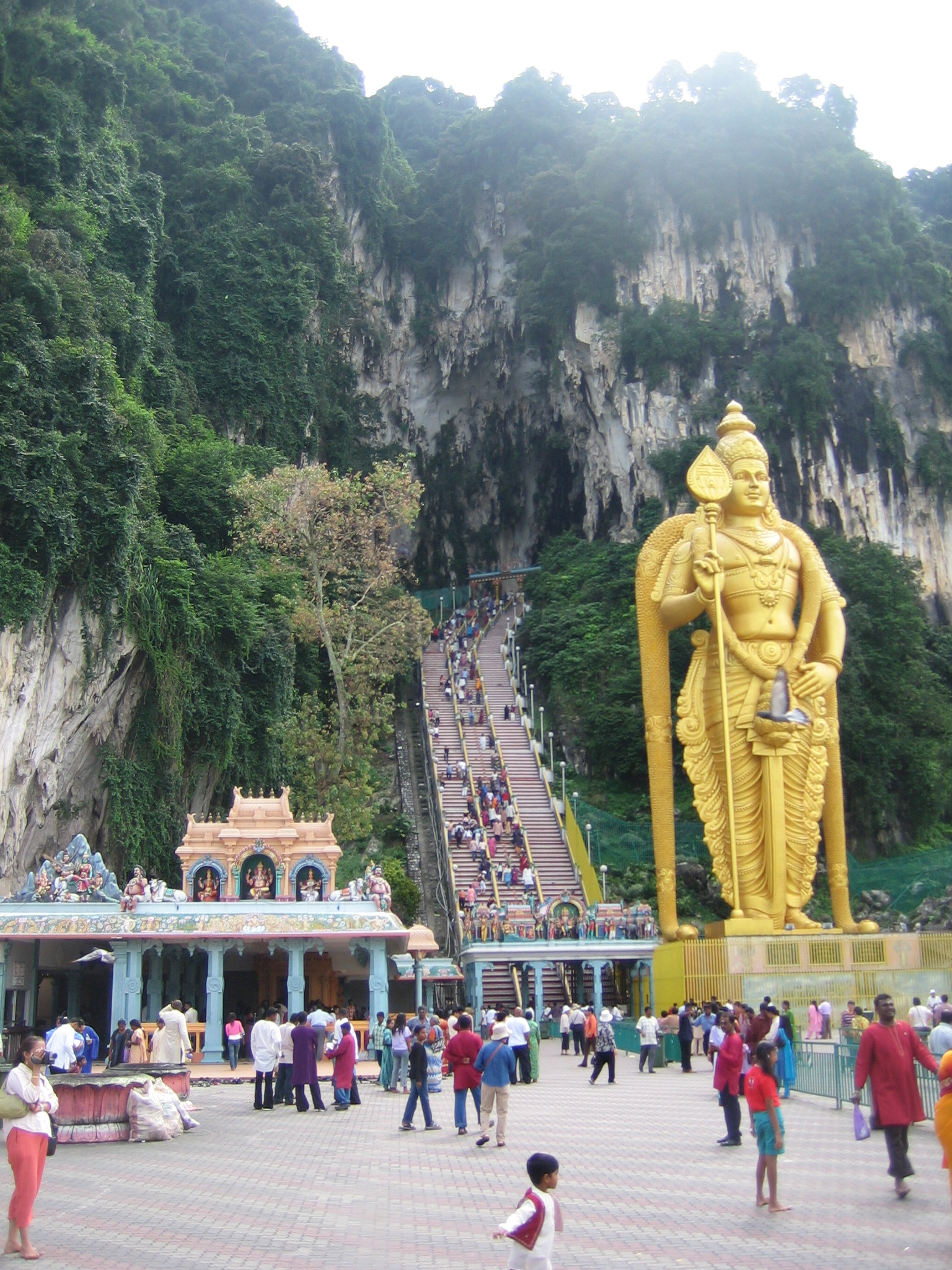
Batu Caves (hinduistisch) mit Murugan-Statue bei Kuala Lumpur, Malaysia

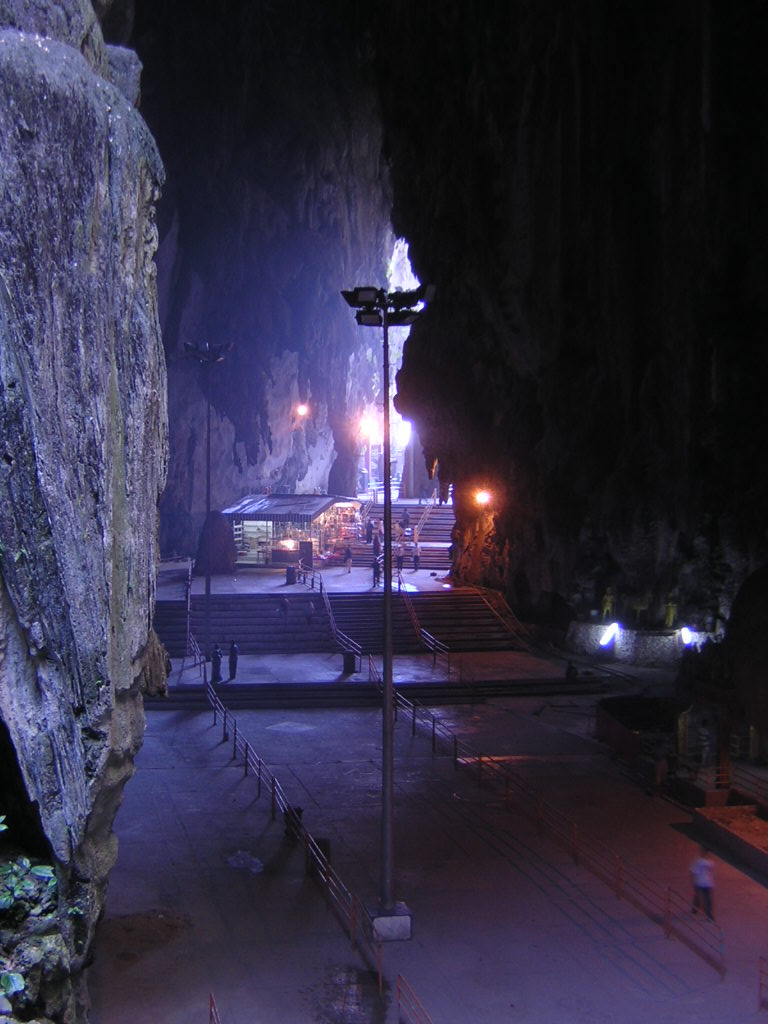
Innenraum der Batu Caves bei Kuala Lumpur

### Verlagerung einer Tradition
Die arabischen Eroberungszüge des 8. Jahrhunderts, Klosterzerstörungen und die Vertreibung von Mönchs- und Nonnengemeinschaften schränkten den Ausbau indischer Höhlentempel drastisch ein. Zugleich waren die Ordensleute als Bettelmönche und -nonnen auf eine dauerhafte Versorgung durch Laienanhänger mit Kleidung, Nahrung und Medizin angewiesen. Vielfach waren Laienanhänger im Laufe der Zeit jedoch zum Hinduismus übergetreten. Von Ausnahmen wie Dhamnar in Madhya Pradesh und Kholvi in Rajasthan abgesehen nahm die aktive Nutzung buddhistischer Höhlentempel aufgrund nachlassender Förderung durch Herrscherhäuser und umliegende Gemeinden ab. Der allmähliche Niedergang des Buddhismus in Indien brachte den Kloster- und Tempelbau zum Erliegen. Von Zerstörung waren bestehende Anlagen im Zuge erneuter Invasionen zentralasiatischer Mächte ab dem 12. Jahrhundert bedroht.
Die Nutzung von Meditationshöhlen blieb über die Grenzen einzelner Lehrrichtungen hinweg ein lebendiger buddhistischer Traditionsbestand. Im späten esoterischen Buddhismus (Vajrayana) belebte die tibetische Kagyüpa-Schule die Praxis des Einsiedelns neu. Der tantrische Meister Milarepa, der als einer der größten Dichter Tibets gilt, zog sich im 11. Jahrhundert als asketischer Yogi für mehrere Jahre meditierend in kühle Berghöhlen zurück und fand zahlreiche Nachahmer. Eine für die Kagyüpa charakteristische Meditationsrichtung ist die Meditation der „Inneren Hitze“ (tib. gTum mo, Tummo), die die Körperwärme des Meditierenden steigert. Tummo soll Einsiedler wie Milarepa in den Berghöhlen des tibetischen Schneelands, dessen mittlere Höhe bei 4.500 Metern liegt, vor extremer Kälte geschützt haben.
Auch die über lange Zeit prägende, hoch entwickelte indische Tradition der Felsarchitektur lebte außerhalb Indiens fort. Einen Schwerpunkt der Entwicklung und des Ausbaus von Höhlentempeln in der Neuzeit bildeten Südasien (ohne Indien) und Südostasien. Dies belegen zahlreiche große Felsen- und Höhlentempel in Sri Lanka (Degaldoruwa Vihraya, Kandy, 17. Jahrhundert n. Chr. und eine Ausdehnung der Dambulla-Höhlentempel im 18. Jahrhundert n. Chr. auf drei weitere Höhlen), im heutigen Myanmar (Po Win Daung, Tilawkaguru) und in Thailand (Khao Luang bei Phetchaburi), die erst im 17. und 18. Jahrhundert entstanden oder deutlich erweitert wurden.

### Wiederentdeckungen und Umnutzung
In der Neuzeit wurden einige der bedeutendsten Höhlenheiligtümer, deren Existenz in Vergessenheit geraten war, wiederentdeckt. Verborgene Wandgemälde, Steinreliefs, Stupas, Statuen und teilweise wertvolle Textdokumente rückten durch die spektakuläre Entdeckung einzelner Stätten wie Ajanta in Maharashtra durch einen britischen Offizier im Jahr 1819 und die Mogao-Grotten bei Dun Huang in China durch einen daoistischen Mönch im Jahre 1900 sowie erneut durch den britischen Archäologen Aurel Stein 1907 ins öffentliche Bewusstsein. Goa Gajah auf Bali wurde 1923 durch einen niederländischen Beamten und Binglingsi in der chinesischen Provinz Gansu im Jahr 1953 wiederentdeckt. Kunstraub und Plünderung durch ausländische Expeditionen waren häufig die unmittelbare Folge.
In wechselnder Form sind Höhlentempel auch in der Neuzeit Bestandteil buddhistischer und hinduistischer Traditionspflege. Im Aluvihara-Tempel auf Sri Lanka wird jährlich mit dem Aluvihara Sangayana Perahara des Vierten Buddhistischen Konzils der Theravada-Tradition gedacht, bei dem die Lehrreden Buddhas vor Ort erstmals schriftlich fixiert worden waren. Anlässlich des Sechsten Buddhistischen Konzils (Theravada-Tradition) entstand Mitte des 20. Jahrhunderts in der Hauptstadt von Myanmar eine Nachbildung der Sattapanni-Höhle, in der unmittelbar nach dem Tod des Buddha das Erste Konzil stattgefunden hatte. Die monumentale Maha Pasana Guha bot während des Sechsten Konzils zwischen 1954 und 1956 in Rangun insgesamt 2.500 buddhistischen Mönchen und 7.500 Laien Platz.
Neben einer spirituellen Nutzung kam es in Kriegs- und Krisenzeiten zur politischen oder militärischen Zweckentfremdung einzelner Höhlentempel. In der indonesischen Goa Lawah-Höhle wurde 1904 eine politische Konferenz zur Verteidigung gegen die anrückenden Niederländer abgehalten. Die Huyen-Khong-Höhle in Vietnam diente einheimischen Kämpfern während des Vietnamkriegs als Lazarett und Unterstand, wie an zahlreichen Schäden an den Höhlenwänden erkennbar geblieben ist. Einer Plakette zufolge schoss eine Fraueneinheit der Vietcong von hier aus 19 amerikanische Kampfflugzeuge ab.

### Höhlentempel in islamischem Umfeld
Im 19. und 20. Jahrhundert sind neue Höhlentempel insbesondere in Malaysia fertiggestellt worden. Als Initiatoren solcher Sakralbauten traten in Malaysia eingewanderte Mahayana-Buddhisten und Daoisten aus China hervor. Der reich ausgestattete Perak-Tong-Tempel (1926) in der überwiegend von ethnischen Chinesen bewohnten malaysischen Großstadt Ipoh wurde ebenso wie der Höhlentempel Ling Xian Yan (seit 1967) bei Gunung Rapat nahe Ipoh von buddhistischen Einwanderern aus China gestiftet und gestaltet. Der Bau des daoistischen Chin-Swee-Höhlentempels auf der malaysischen Genting-Hochebene wurde zwischen 1976 und 1993 von einem chinesischen Geschäftsmann finanziert. Eine Welle der Islamisierung, die Malaysia in den 1970er Jahren durchlief, tat dieser vorwiegend von wohlhabenden Zuwanderern getragenen Bautätigkeit keinen Abbruch.
Einzelne Anlagen wurden über Jahrzehnte hinweg weiter ausgestaltet. Die erste der umfangreichen hinduistischen Batu Caves nahe der malaysischen Hauptstadt Kuala Lumpur wurde 1891 zum Tempel geweiht. Im Jahr 1920 wurde eine aufwändige Holztreppe ergänzt. Eine 42,7 Meter hohe Statue des Hindu-Gottes Murugan wurde 2006 nach dreijähriger Bauzeit vollendet und bildet seitdem im Februar jeden Jahres das Zentrum des tamilischen Thaipusam-Festes. Dieses „ekstatischste Buß- und Dankfest“ der Hindus erinnert an den mythischen Sieg Murugans, des Sohns der Hindu-Gottheiten Shiva und Parvati, über drei Dämonen.
Während die asiatischen Höhlentempel in ihren indischen Anfängen vorwiegend einsame Rückzugsorte für weltabgewandte Asketen und buddhistische Bettelmönche darstellten, stehen sie in Malaysia mehrere Jahrtausende später während Thaipusam im Mittelpunkt eines der schillerndsten spirituellen Ereignisse der Neuzeit. Das abgeschiedene und kontemplative Leben der Mönche und Nonnen in unwegsamen Gegenden ist einer populären rauschhaften Massenprozession und ihren trancehaften Geißelungsriten gewichen.